# La Seu d'Urgell
La Seu d'Urgell (antigament Urgell o Ciutat d'Urgell) és una ciutat de Catalunya situada al Pirineu, capital de la comarca de l'Alt Urgell i cap del partit judicial de la Seu d'Urgell, seu del bisbat d'Urgell. Va ser el cap de l'antic comtat d'Urgell. Es troba dins de l'àmbit funcional de l'Alt Pirineu i Aran, n'és la població amb més habitants, concentrant-ne el 17,4%. Juntament amb Puigcerdà, aplega fins al trenta per cent de la població de l'àmbit.
Se situa a l'interfluvi del Segre i la Valira, poc abans de la seva confluència damunt una petita terrassa fluvial que és continuació del pla de les Forques. La ciutat forma part de l'Urgellet, comarca natural pirinenca formada per 16 municipis de l'Alt Urgell i que juntament amb Andorra corresponia al territori originari del Comtat d'Urgell amb capital a la Seu d'Urgell fins a l'expansió al sud.
L'Alt Urgell és la porta a l'estat d'Andorra i la proximitat a aquest important pol demogràfic i d'activitat econòmica és, en bona part, una de les raons de la puixança actual de la ciutat de la Seu d'Urgell dins l'àmbit de l'Alt Pirineu i Aran.
Els patrons de la ciutat són Sant Ot d'Urgell, Sant Sebastià i la Mare de Déu d'Urgell. Mentre que la Mare de Déu de Núria i Sant Ermengol són els principals patrons de la diòcesi d'Urgell, però en el cas de Sant Ermengol té una presència més destacada a la ciutat que la resta de patrons. Probablement per això hi ha diversos esdeveniments al llarg de l'any dedicats a Sant Ermengol com la Fira de Sant Ermengol, una de les més antigues de Catalunya, i l'espectacle del Retaule de Sant Ermengol (obra de teatre).
| Entitat de població  | Habitants (2023) |
| la Seu d'Urgell      | 11.498           |
| Castellciutat        | 432              |
| Santa Magdalena      | 242              |
| Sant Antoni          | 134              |
| Serrat de la Capella | 95               |
| el Poble-sec         | 94               |
| Sant Pere            | 73               |
| Font: Idescat        |                  |

## Toponímia
El topònim la Seu d'Urgell està format per dues paraules diferents: Seu d'origen llatí i Urgell, aquest últim d'origen preromà. Urgell o Orgellis va ser el seu antic nom i en va donar nom a la diòcesi i al comtat. Joan Coromines interpreta que el seu significat es relaciona amb la presència d'aigua, cosa que és versemblant si es té present l'origen específicament pirinenc del topònim."Urgell" deriva de la base primitiva d'arrel basca Urtx (Urtx + ellu = Urgell; Urgell + ittu = Urgellet).
El poblat ibèric d'Arse-durgui (o Arse d'Urgui), es trobava sobre el turó de Castellciutat. En aquella època el turó era anomenat Puiolo Urgelli. On hi hagué el poblat d'Arse-durgui s'hi construí la civitas Orgellia i aquí rau l'origen del nom Castellciutat, que fins al segle xviii era simplement conegut com a Ciutat i posteriorment se li afegí Castell per l'existència d'un antic castell que havia estat residència dels comtes d'Urgell.
Poc després de la destrucció de l'antiga Orgellia es va crear un nou barri, nova seu del Bisbat d'Urgell, anomenat vicus Sedes Urgelli: vicus del llatí que significa barri, –com la ciutat de Vic–; Sedes del llatí: seu que significa càtedra o tron d'un bisbe que exerceix una jurisdicció, església catedral i capital d'una diòcesi. Amb el temps, la Sedes Urgelli prengué importància i perdé el mot vicus mentre que la civitas Orgellia va perdre el mot Orgellia i passà a dir-se simplement Civitas o Ciutat fins al segle xviii.
Segons Juan Antonio de Estrada «la ciutat d'Urgell» és anomenada comunament «la Seu d'Urgell pel domini i grans preeminencies de la seva Santa Església».

## Situació

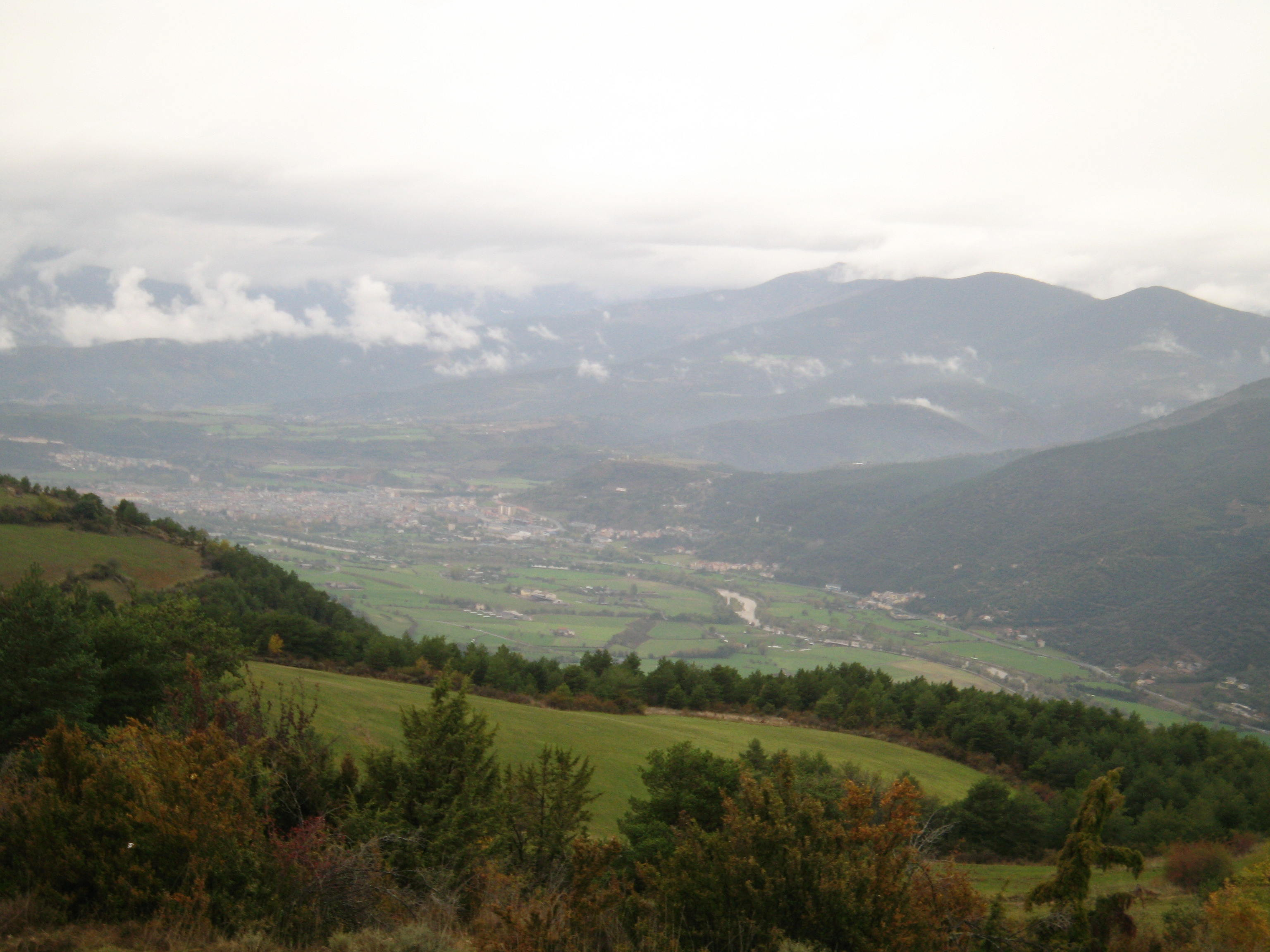
Panoràmica des de Vilanova de Banat, on s'aprecia la plana de la Seu, el pla de les Forques, Castellciutat i els barris allunyats del nucli.

La ciutat es troba a l'aiguabarreig dels dos rius principals, el Segre i la Valira, situada a una plana d'uns set quilòmetres de longitud i a tan sols 691 m d'altitud és envoltada d'altes serres. La plana anomenada plana de la Seu o ribera de la Seu està formada pel Segre.
La situació de la Seu d'Urgell en una de les cruïlles de comunicacions més importants del Pirineu català explica el seu paper històric excepcional i el del comtat d'Urgell com una de les claus de la reconquesta. Domina l'encreuament dels camins d'Andorra, la Cerdanya i el baix Segre. Paral·lelament a la Valira s'alça un serrat, on s'alcen les restes de dues grans fortaleses, la Ciutadella i el Castell (a Castellciutat), de gran importància en la història de la vila.
Les petites planes o riberes obertes al voltant del Segre són separades per congosts. Al nord limita amb el municipi de les Valls de Valira, a l'oest amb Montferrer i Castellbò on es troba l'aeroport de la Seu d'Urgell, al sud-oest amb Ribera d'Urgellet, a sud-est amb Alàs i Cerc i a nord-est amb Estamariu.
|                        | Les Valls de Valira | Estamariu   |
| Montferrer i Castellbò |                     |             |
|                        | Ribera d'Urgellet   | Alàs i Cerc |

### Indrets del municipi

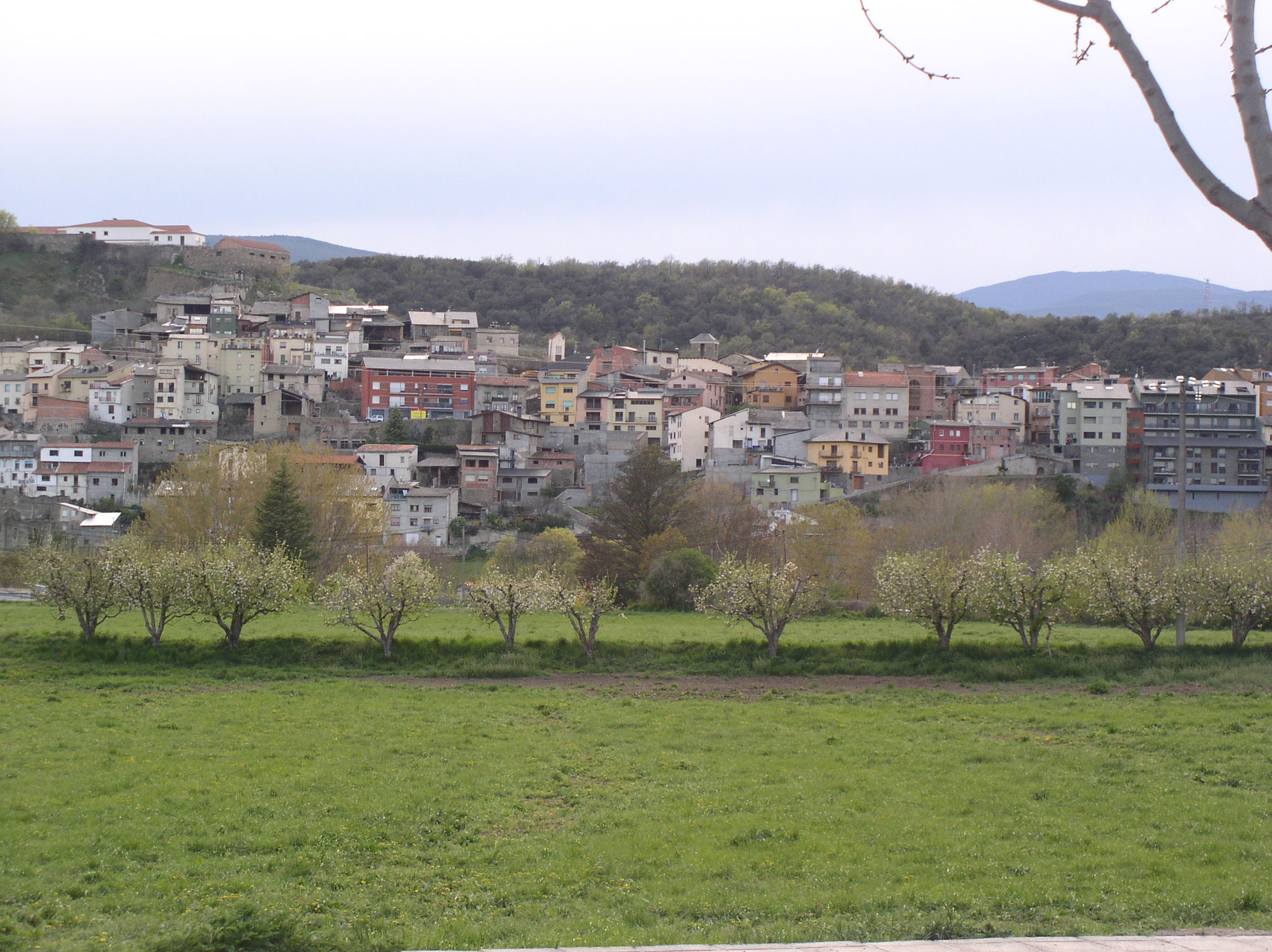
El poble de Castellciutat vist des de l'Horta del Valira.

El municipi està format per la ciutat de la Seu d'Urgell, la vila de Castellciutat, els ravals de Sant Pere i el Poble-sec, la urbanització de Sant Antoni, els veïnats de les Torres i Bell-lloc i els barris de Santa Magdalena i Serrat de la Capella.

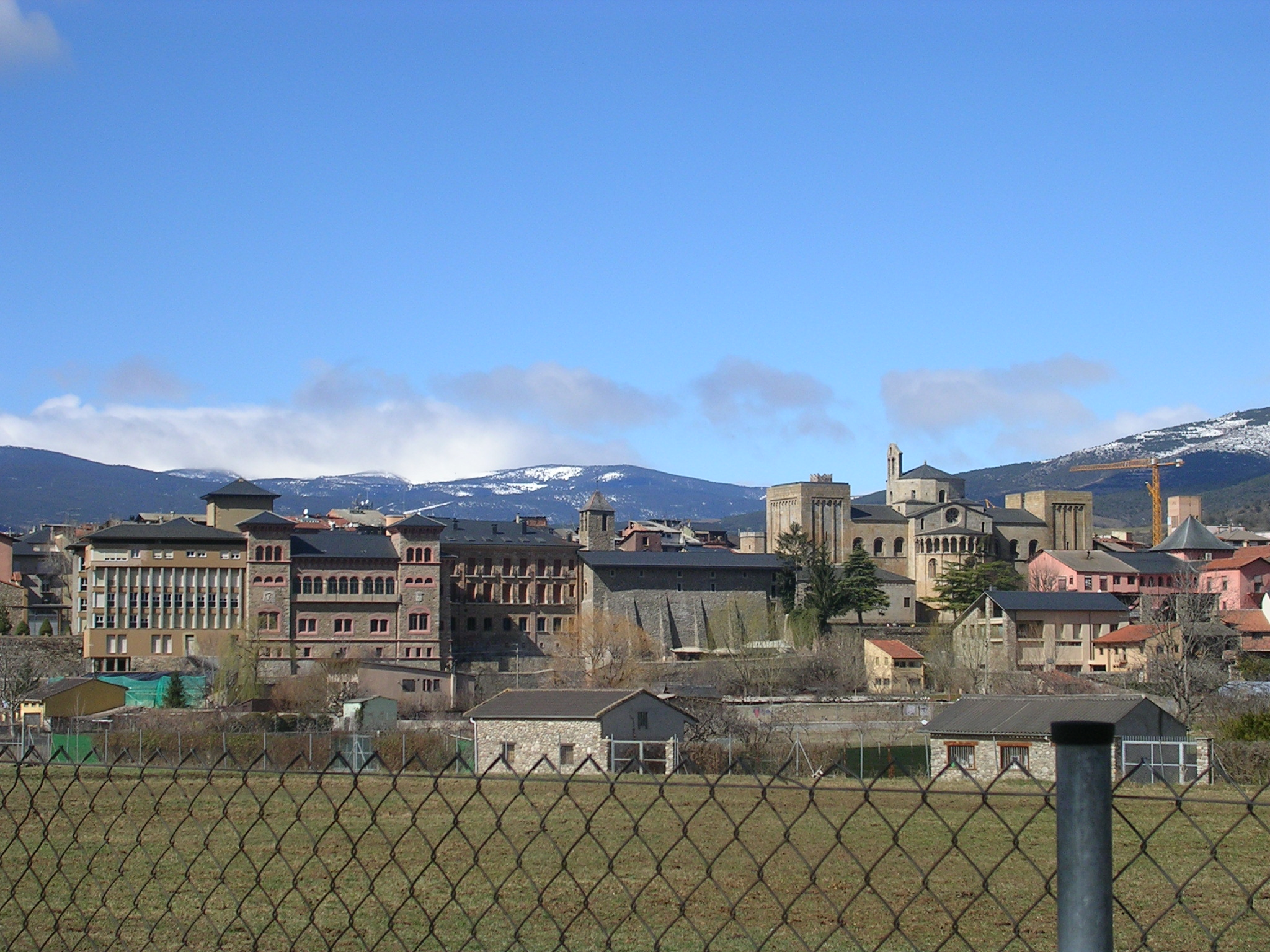
Vista del centre històric de la Seu d'Urgell des dels horts de la Seu. D'esquerra a dreta es pot veure el Palau Episcopal, la Catedral i, de color rosa, l'Ajuntament.

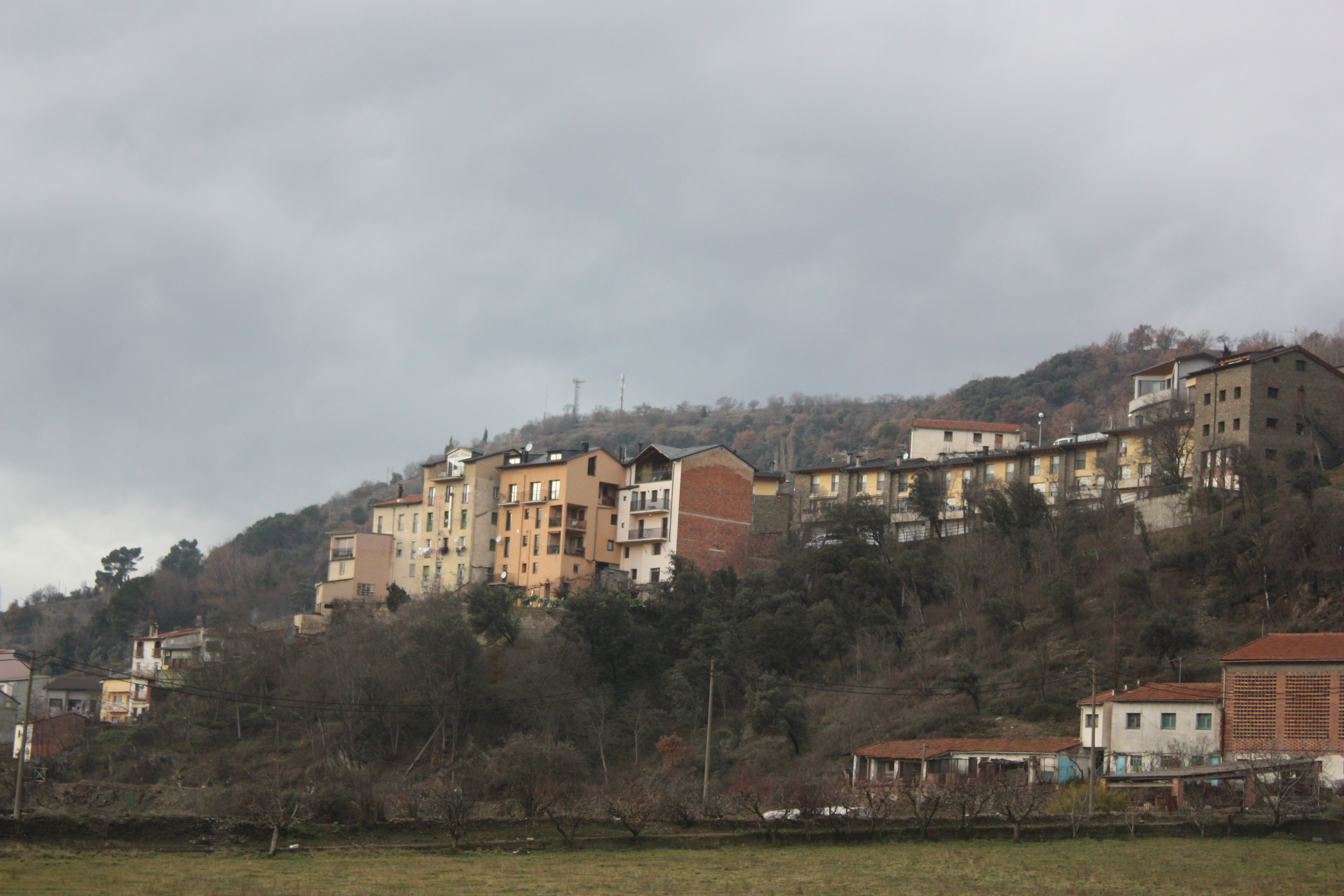
El Poble-sec.

Al seu torn dins de la Seu d'Urgell es pot distingir entre el nucli antic i l'Eixample Bergós. L'eix format pel Passeig de Joan Brudieu, la plaça de Catalunya i el carrer de Sant Ot divideixen el nucli antic de l'eixample Bergós.
Durant les dècades dels anys 80 i 90 del segle xx es va urbanitzar el nou barri de llevant, que l'Ajuntament ha anomenat «La Gallinaire», per ser el nom de la finca rústica que abans existia en gran part d'aquesta zona i quina expropiació donà lloc a un conegut plet entre l'Ajuntament i la principal familia propietària; plet que durà 29 anys.
El juliol del 2009 es van acabar les obres de construcció d'un nou barri a l'Horta del Valira. Aquesta àrea de la ciutat se situa a l'oest o ponent de la Seu, al final de l'eixample Bergós, entre l'eixample, el Parc de la Valira, el riu Valira, Santa Magdalena i l'antic camí de Santa Magdalena. La nova àrea aporta a la ciutat parcel·les de sòl públic de mida considerable: unes amb la finalitat de formar part del Parc Territorial del riu Valira i d'altres per la residència de gent gran, el futur Hospital comarcal, el teatre municipal i una nova escola de Primària. També s'ampliarà el sector del Serrat de la Capella.

Mapa del municipi de la Seu d'Urgell. En verd se senyala el Parc Olímpic del Segre i en rosat els polígons de la Seu.

El veïnat de les Torres és situat al marge esquerre del Segre. Originàriament era format per la Torre del Cap, la del Peu i la del Mig. Amb el temps, però, aquesta zona agrícola s'ha anat poblant més. La gent divideix el terme del veïnat en la partida de les Torres, la de l'Olla, Segalers, la Sardina.
L'enclavament de Bell-lloc és situat a llevant del terme de la Seu d'Urgell, rodejat pel municipi d'Alàs i Cerc, als vessants del Turó Rodó, dels primers contraforts del Cadí, en contacte amb la plana regada. Hi ha la casa i santuari de la Mare de Déu de la Salut. Fins a la darreria del segle xviii fou residència d'estiu dels jesuïtes de la Seu d'Urgell. Quan aquests foren expulsats, el lloc passà a mans privades.

## Història

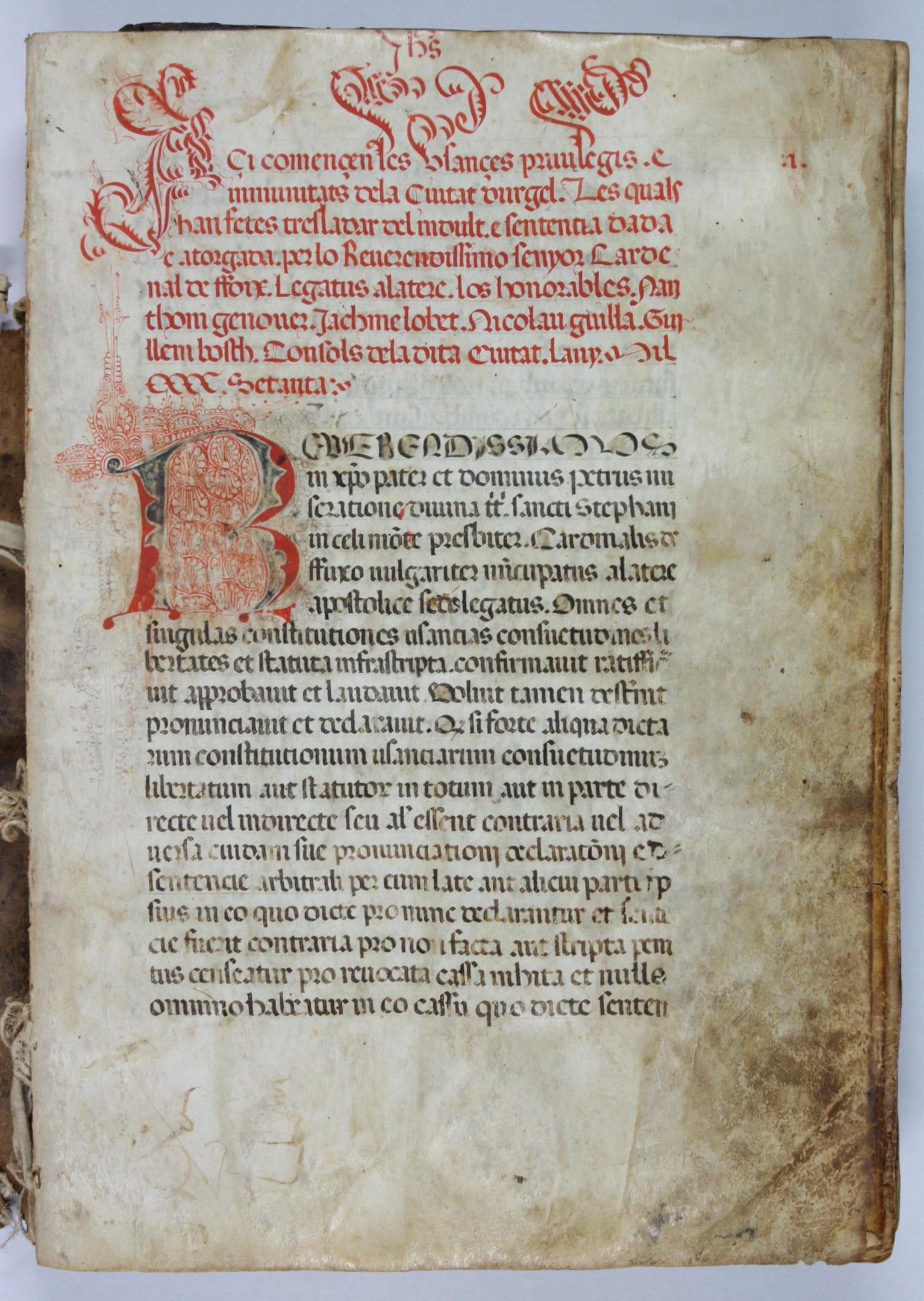
Llibre de les Usances, Privilegis i Immunitats de la Ciutat d'Urgell

Segons la tradició, la Seu d'Urgell fou fundada per Hèrcules l'Egipcià el 1699 aC, mentre passava unes vacances als Pirineus. Les excavacions fetes a la Seu van dibuixant de mica en mica aquest moment de transició entre el món antic i l'edat mitjana. S'ha descobert una necròpoli paleocristiana on avui hi ha el claustre de la catedral, i uns potents murs que podrien formar part del primitiu recinte urbà. També un altar de tradició paleocristiana que potser presidiria la primera catedral.

### La ciutat del turó: Orgellia
Segons Plini i Estrabó, la primitiva ciutat romana Orgellia (la Seu d'Urgell), ocupada anteriorment pel poblat prehistòric d'Arse-durgui, era situada damunt el turó de Castellciutat, camí obligat de Julia Lybica (Llívia) a Ilerda i, per tant, de gran importància estratègica. La ciutat romana hauria estat capital dels Ceretans augustans o segons Ptolemeu dels ilergets.
No se sap res del cert sobre el canvi a la cristianització, atribuïda a un deixeble de sant Jaume i de l'erecció d'un bisbat. En realitat, uns quants anys després de l'evangelització devia ser erigit el bisbat; potser entre l'any 516, data del concili de Tarragona, on no consta cap bisbe d'Urgell, i el 527, quan ja n'hi ha un.
D'aquest any data la primera notícia escrita i, per tant, històrica segura, sobre la ciutat del turó que ens parla de la seva importància, perquè és una seu episcopal amb un prelat il·lustre, del qual coneixem la família i alguns escrits religiosos. Just, primer bisbe i venerat després com a sant, que assistí als dos concilis de l'Espanya visigòtica els anys 527 i 546. En una data tan primerenca ja trobem la característica essencial de la ciutat medieval i que li donarà nom: la seu episcopal.
Els musulmans expulsen als visigots d'Urgell (ciutat d'Urgell -> la Seu d'Urgell) (778-785) i aquests es refugien a les valls d'Andorra, demanant ajuda a Carlemany, que mantindrà aquest territori fora de la influència àrab i que serà el germen del futur comtat d'Urgell.

### Del turó a la vall: vicus Sedis Urgelli
Poc després d'ésser alliberada pels francs del domini musulmà, la ciutat d'Urgell fou destruïda pels sarraïns i entrà en crisi per la repressió de l'heretgia adopcionista defensada pel bisbe Fèlix d'Urgell. Aquestes dos foren les causes que provocaren el trasllat de la seu episcopal a una nova localització. Del turó baixà a la vall, on va néixer el vicus Urgelli, és a dir un barri de la ciutat. A la plana es bastí la primera catedral de Santa Maria, segons el document conservat encara a l'arxiu de la mateixa seu, mentre l'antiga ciutat, un cop reconstruïda, quedava com a fortalesa.

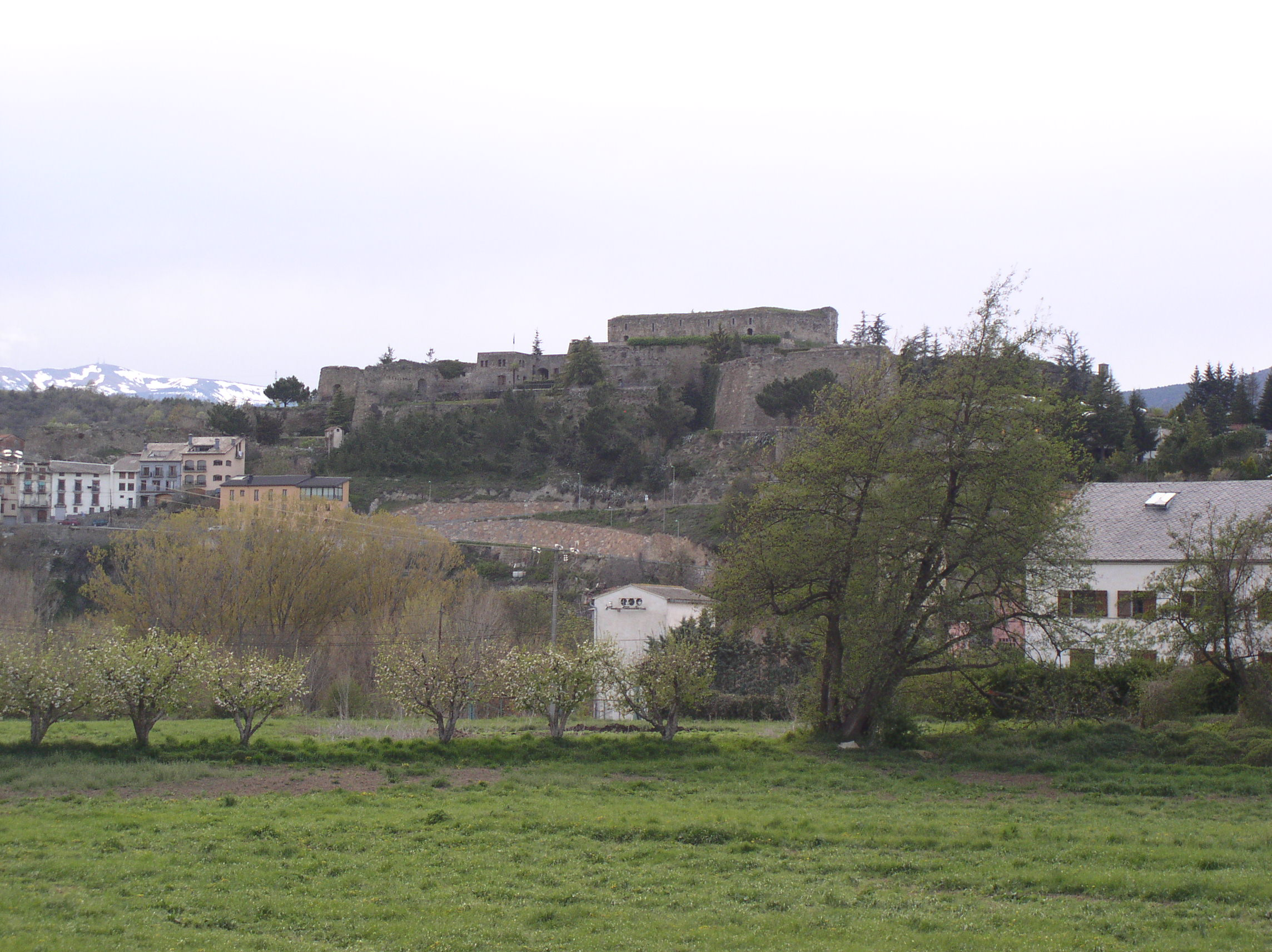
Antic castell de Ciutat, antiga residència dels Comtes d'Urgell (Castellciutat)

La fundació del vicus Sedis Urgelli es portà a terme sobre una terrassa del Segre que permetia la seva defensa i un fàcil abastament d'aigua, potser amb el complement d'una mota fortificada, el record de la qual trobem al segle xv. Mentre que l'antiga ciutat del turó, Castellciutat, passava a ser la residència dels comtes urgellencs fins a la conquesta d'Agramunt i Balaguer (1105).
El poder del bisbat, basat en una permuta de béns amb el comte Borrell II de Barcelona-Urgell (988), anà en augment i es manifestà en les construccions del bisbe Ermengol (1010-35): la nova catedral a l'indret de l'actual, l'església dedicada a Sant Pere i Sant Andreu, la de Sant Miquel i els ponts de pedra sobre el Segre i la Valira, tot finançat amb l'or musulmà aconseguit en la conquesta del baix Urgell. Potser en el seu origen el nucli va tenir forma rodona, però es va estendre al llarg del riu i quedà com un triangle limitat pel Segre i el rec de Santa Maria (un antic torrent) i tancat pel camí de Cerdanya, enmig d'horts, camps i vinyes.
Sant Ermengol va dirigir un pla ambiciós de renovació d'infraestructures, amb l'obertura del camí de Tres Ponts i la construcció d'un sistema de ponts sobre el riu Segre que facilitaria els intercanvis nord-sud. Ermengol també va iniciar la reconstrucció d'una nova catedral. La seva mort per accident, escaiguda mentre dirigia en les obres del pont de Bar, el 3 de novembre de 1035, li va privar de veure acabada la seva obra, que va consagrar el seu successor, Eribau.

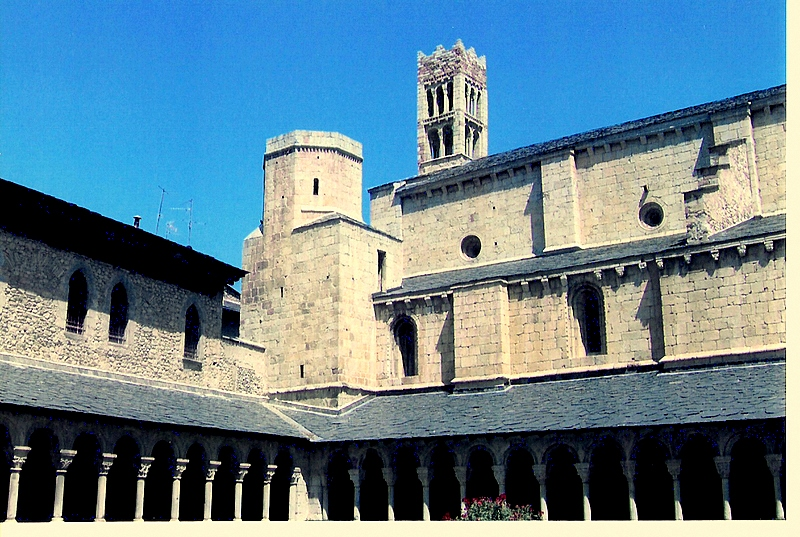
Claustres de la Catedral de la Seu d'Urgell amb vistes del campanar de Santa Maria d'Urgell

Al segle x ja anomenada Seu pels eclesiàstics era afavorida per l'existència d'un mercat setmanal, esmentat el 1029, i d'una fira coneguda el 1048, que manifesten la importància del nucli amb relació a la comarca i a les rutes internacionals del comerç. Fruit d'aquesta prosperitat és la construcció d'una nova catedral, l'actual, iniciada pel bisbe Sant Ot (1095-1122) i inacabada per causa de les lluites entre la mitra i els seus poderosos veïns, el vescomte de Castellbò i el comte de Foix, que eren protectors de l'heretgia albigesa. La vila arribà a patir un setge i un posterior saqueig (1195), i quedà alliberada després de pagar un elevat rescat de 30.000 sous entre clericat i poble (encara no un miler de persones).
En aquestes circumstàncies la catedral romànica, que és una veritable fortalesa, fou la gran defensa de la vila, desguarnida i mancada d'un bon recinte emmurallat, encara que les portes d'entrada devien estar ben fortificades (com ho demostra l'arc de Santa Maria, tot i haver sofert reformes) i tenia la protecció del riu i del torrent. Al segle següent s'inicià l'obra de fortificació destinada a encerclar els barris de recent formació amb els anomenats mur i vall nous, tot i conservar-ne els vells.

### La vila nova
Tot i els conflictes bèl·lics a la vila nova, vicus Sedis Urgelli, s'accentuà el desenvolupament de la població durant el segle xii i tot i que la paraula civitas havia quedat reservada per l'antiga ciutat del turó (Castellciutat), els primers anys del segle xiii ja es troba una distinció clara entre la vila vella i la nova. La vila nova atragué un servei públic molt important en una comarca rural com la bladeria, és a dir la utilització obligatòria de les mesures oficials del blat i altres grans, mitjançant el pagament d'un cànon al representant del senyor. Encara que les mesures que es conserven sota el Carrer Major daten del 1379, podrien trobar-se a la situació original. La vila nova en poc temps es va convertir en un centre dedicat a la producció menestral i al comerç.

### La ciutat
A mitjan segle xiii seguia la utilització del mot «vila» amb la distinció entre la vella (Castellciutat) i la nova, però aviat es desplaçà pel de «ciutat». Es troba la forma civitas Sedis Urgellensis en la titulació del notari públic que exercia a la població i conferí a la Seu una categoria més elevada, la corresponent a una seu episcopal.
La construcció de murs i valls fou una obra d'envergadura costejada pel poble, que aleshores devia obtenir més protagonisme per mitjà dels seus prohoms. Ells hagueren de preocupar-se de la distribució equitativa de les càrregues fiscals entre tots els veïns, de vigilar els pesos i mesures utilitzats en el mercat i de regular els preus i altres aspectes del treball dels diversos oficis.
Malgrat les lluites dels bisbes amb els comtes de Foix, acabades amb els pariatges (1278), la ciutat va viure una època de desenvolupament que s'allargà fins al 1348, data de la terrible epidèmia de pesta negra, tan mortífera a la Seu com a la resta de Catalunya.
La muralla tenia un recorregut bastant ampli amb nombroses torres, dotze a mitjan segle xv, que encerclava la "gran Seu", amb unes dues-centes cases i uns límits que no ultrapassà fins al segle xix: des del portal d'Andorra, a Capdevila, seguia el carrer encara anomenat de la Muralla i, vorejant el Carrer Major, arribava al de Trasdors, on hi havia un altre portal i una barbacana per protegir-lo, en un recorregut que és en direcció de nord a sud. Del barri de Soldevila, és a dir, l'oposat a Capdevila, on hi havia un altre portal al final del carrer de Santa Maria i un esperó, el mur seguia el curs del Segre, paral·lel al carrer de l'Escorxador fins al Palau Episcopal, que, juntament amb la catedral, formava part del sistema defensiu; després arribava al portal de Cerdanya, a l'est, des del qual enllaçava amb l'església de Sant Miquel, o sia, el convent dels predicadors, cap a l'església de Sant Nicolau i el carrer de les Eres, que portava al portal del nord o d'Andorra.

### De l'edat mitjana a l'edat moderna
Per la importància de la Seu com a plaça forta per si mateixa i en connexió amb els tres turons fortificats de Castellciutat, la Ciutadella i la torre de Solsona, totes les guerres ocorregudes al país hi han tingut molta repercussió.
El 1466 es produí una reducció del perímetre del recinte emmurallat a conseqüència de la lluita contra el rei Joan II que empobrí i perjudicà molt la ciutat i els murs. Seguiren les incursions dels hugonots des de l'altre costat dels Pirineus i amb l'establiment de molts d'ells es produí la introducció del calvinisme al Principat. L'ambient es tornà hostil als eclesiàstics urgellesos, que es queixaven dels atacs soferts per ells en el moment d'acudir a la catedral per resar matines, quan a l'empara de la fosca eren bastonejats, ferits i fins i tot morts.
La inseguretat s'aguditzà amb el bandolerisme, mal endèmic durant els segles xvi i xvii, però especialment greus foren les lluites entre nyerros i cadells, puix que els primers eren senyors de Nyer a la Cerdanya i els darrers ho eren del castell d'Arsèguel a l'Alt Urgell.
Cal remarcar les ocupacions franceses, la primera de les quals va tenir lloc durant la guerra dels Segadors, en què es va destacar el canonge urgellenc Pau Claris, mentre el bisbe Duran era partidari del rei Felip I de Castella. Va seguir l'ocupació del 1691 per l'exèrcit del duc de Noailles, que aconseguí conquerir tota la zona del nord del Principat, on actuà com a lloctinent del rei francès. En la guerra de Successió la Seu fou partidària del rei arxiduc d'Àustria, al servei del qual es distingí el sacerdot Llorenç de Tomàs i Costa, però el bisbe Julián Cano fugí perquè era partidari de Felip V, que el traslladà a Àvila el 1714.
El 31 d'agost de 1719, durant la Guerra de la Quàdruple Aliança la ciutat va caure en mans de James Fitz-James Stuart, que continuà cap a la ciutadella de Roses, que aguantà el setge. Verboom va posar setge a la Seu d'Urgell en 22 de gener de 1720, que es va rendir el 29 de gener, pocs dies abans del final de la guerra.
En l'anomenada guerra del Francès, i en ser Catalunya incorporada a l'imperi napoleònic, la comarca de la Seu fou inclosa en el departament francès del Segre (1812–1814). Un cop alliberada, la ciutat va manifestar signes evidents d'un predomini de la facció absolutista, com les altres viles muntanyenques contràries al liberalisme de la franja costanera catalana. Durant el Trienni Liberal, a l'estiu del 1822, caigué en mans de les partides absolutistes de Joan Romagosa i d'Antonio Marañón, el Trapense, i així els reialistes pogueren constituir-hi la Regència d'Urgell, màxima manifestació de la ideologia dominant a la zona.

### La Regència d'Urgell
El capítol catedralici, amb el bisbe Bernardo Francés al davant, i l'ajuntament, comptant amb el suport d'una gran part dels urgellencs, facilitaren la tasca als reialistes per establir la Junta Suprema Provincial de Catalunya, que preparà l'establiment de la Regència el 15 d'agost de 1822), commemorada per la col·locació d'una làpida a la paret de l'edifici del Deganat el 1969.
Constituïren aquest govern paral·lel al de Madrid tres persones: Bernardo Mozo de Rosales, marquès de Mataflorida, Jaume Creus i Martí, bisbe de Tarragona, i el baró d'Eroles, que era del Pallars. El darrer personatge, que fou el vertader protagonista de l'aventura, rebé el comandament suprem de les forces reialistes i com a tal publicà un manifest, on consta el programa polític de la Regència, que també publicà un document similar. No hi hagué temps de portar a terme cap programa per la desfeta de l'exèrcit del baró i la fugida dels seus col·legues a Puigcerdà i cap a França, mentre la ciutat era recuperada pel brigadier Zarroquin.
La Seu serà un dels centres carlins. Ja a l'abril del 1837 el pretendent Carles preparava l'entrada a la ciutat, que fou avortada, i resultaren detinguts alguns urgellencs, entre ells el sagristà de la catedral, Bonaventura Casas. Encara fou pitjor durant la tercera guerra, en caure per sorpresa en mans de Rafael Tristany a mitjan agost del 1874 per la divisió interna de la població, en gran part carlina i en part liberal; el nom despectiu donat als liberals era el de sipaios. Els primers tenien l'ajuda del bisbe Josep Caixal i Estradé, vicari general castrense de l'exèrcit de D. Carles; arribat a la ciutat el 14 de setembre següent, es convertí en ànima de la resistència, juntament amb Francesc Savalls i Antonio Lizárraga i Esquiroz, durant el setge del capità general de Catalunya, Arsenio Martínez Campos, que durà fins a la rendició del 26 d'agost de 1875. Així va caure un dels darrers reductes carlins del Principat, i el fill del general victoriós fou recompensat amb el títol de duc de la Seu d'Urgell.

### Seglexx

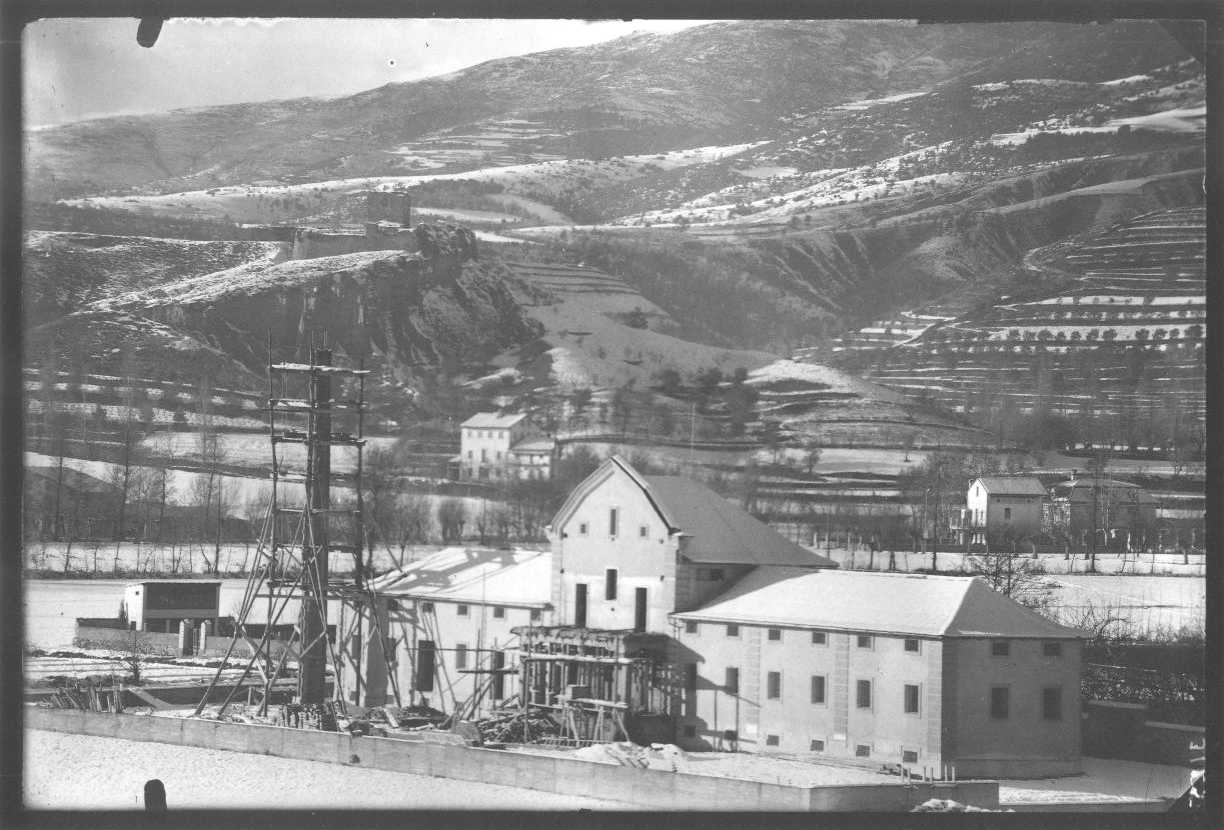
Construcció de les antigues Lleteries (fons fotogràfic Courer).

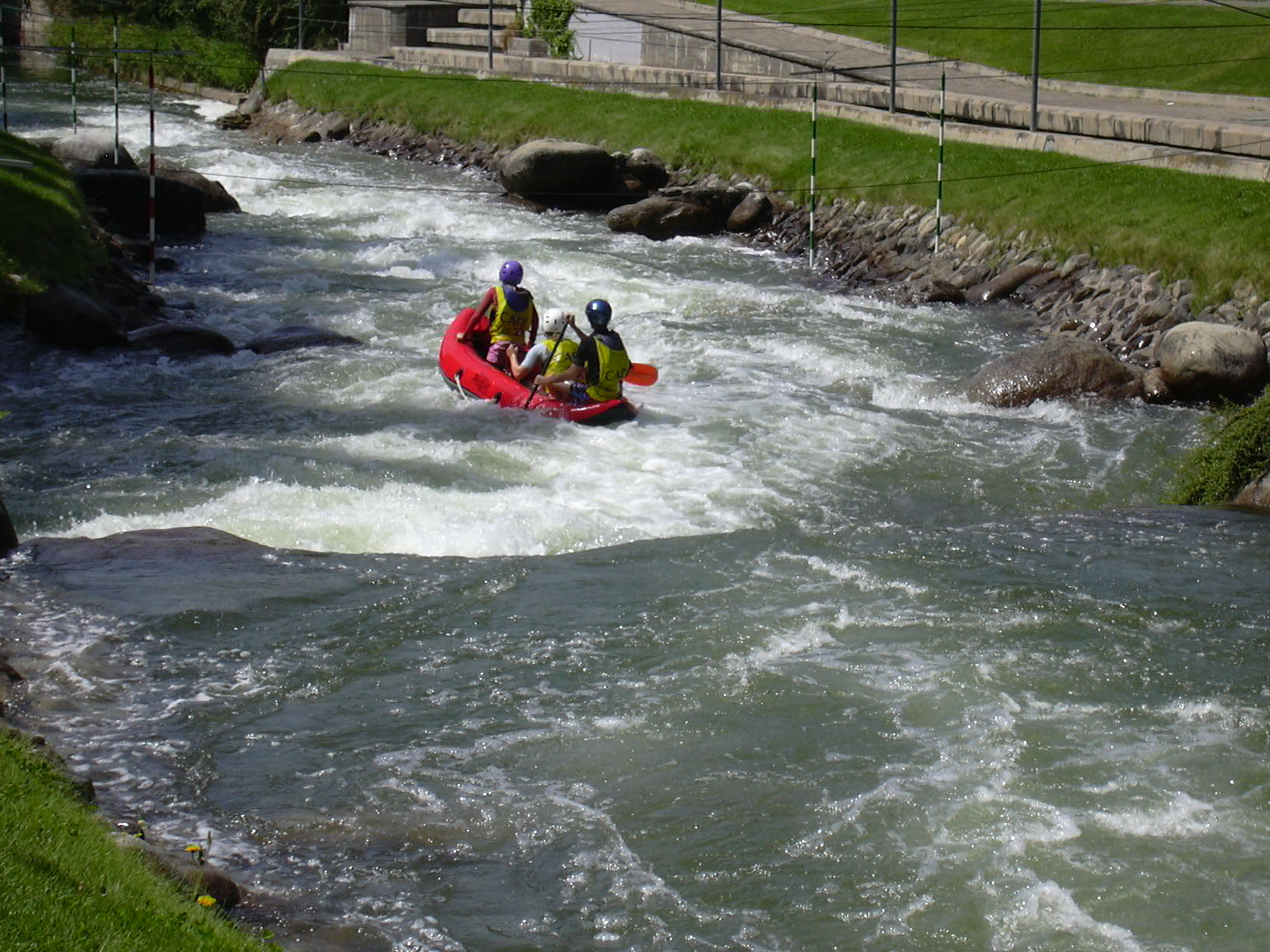
Parc Olímpic del Segre

A principis del segle passat, un cop superada la fil·loxera (1893) que matà totes les vinyes, la Seu d'Urgell visqué uns anys de prosperitat i expansió, es canvià el conreu i la base d'agricultura per la ramaderia. L'artífex fou Josep Zulueta, que importà vaques suïsses per l'elaboració de llet i formatges i creà la Cooperativa Lletera del Cadí el 1915.
El paisatge es modificà per la necessitat de farratge i s'introduïren els prats artificials, vorejats de pomeres i pereres, que ocupen tots els regadius, on pastura el bestiar boví. La carretera comarcal d'Urgell fou construïda a la primeria de segle i ampliada cap a Andorra i la Cerdanya per obra del bisbe Joan Benlloch (1907-1919), cosa que va afavorir la funció comercial de la ciutat.
Pascual Sanz Barrera i Josep Puig i Cadafalch van començar a estudiar la catedral i a realitzar-ne les primeres restauracions. El 1923, l'ajuntament va encarregar l'arquitecte Joan Bergós de la redacció d'un pla d'ordenació urbana, que posaria els fonaments al creixement de la ciutat cap a ponent, amb l'establiment d'una malla ortogonal que encara és vigent avui.
La vitalitat cultural dels temps de la república es manifesta amb l'existència de dos setmanaris de gran qualitat, El Cadí i L'Alt Urgell.
L'ombra de la guerra civil, amb la seva gran fractura, va dominar, com a arreu del país, un llarg període de recessió econòmica i moral. Als anys seixanta del segle xx, la Seu d'Urgell va començar a experimentar un cert creixement econòmic, al que l'impuls comercial andorrà no va ser aliè. És l'època de la urbanització de l'eixample i de certes barriades perifèriques, i també de certes intervencions culturals, com el gruix de les restauracions de la catedral i tot el seu entorn urbà, i la posada en escena del Retaule de Sant Ermengol als claustres.
El pla general d'ordenació urbana, del 1979, va reprendre la tradició Bergós per racionalitzar el creixement de la ciutat i preveure les expansions futures. Actualment està en fase d'aprovació un nou pla d'ordenació.
Els aiguats del novembre del 1982, a més del seu impacte dramàtic per la pèrdua de vides humanes i pel daltabaix econòmic, van propiciar la canalització del Segre, una aspiració centenària, i una de les fites de la Seu d'Urgell contemporània: la construcció del parc del Segre i la participació de la Seu d'Urgell als Jocs Olímpics de Barcelona 1992, com a subseu de l'especialitat de piragüisme d'aigües braves.

## Geografia física
- Llista de topònims de la Seu d'Urgell (Orografia: muntanyes, serres, collades, indrets..; hidrografia: rius, fonts...; edificis: cases, masies, esglésies, etc).

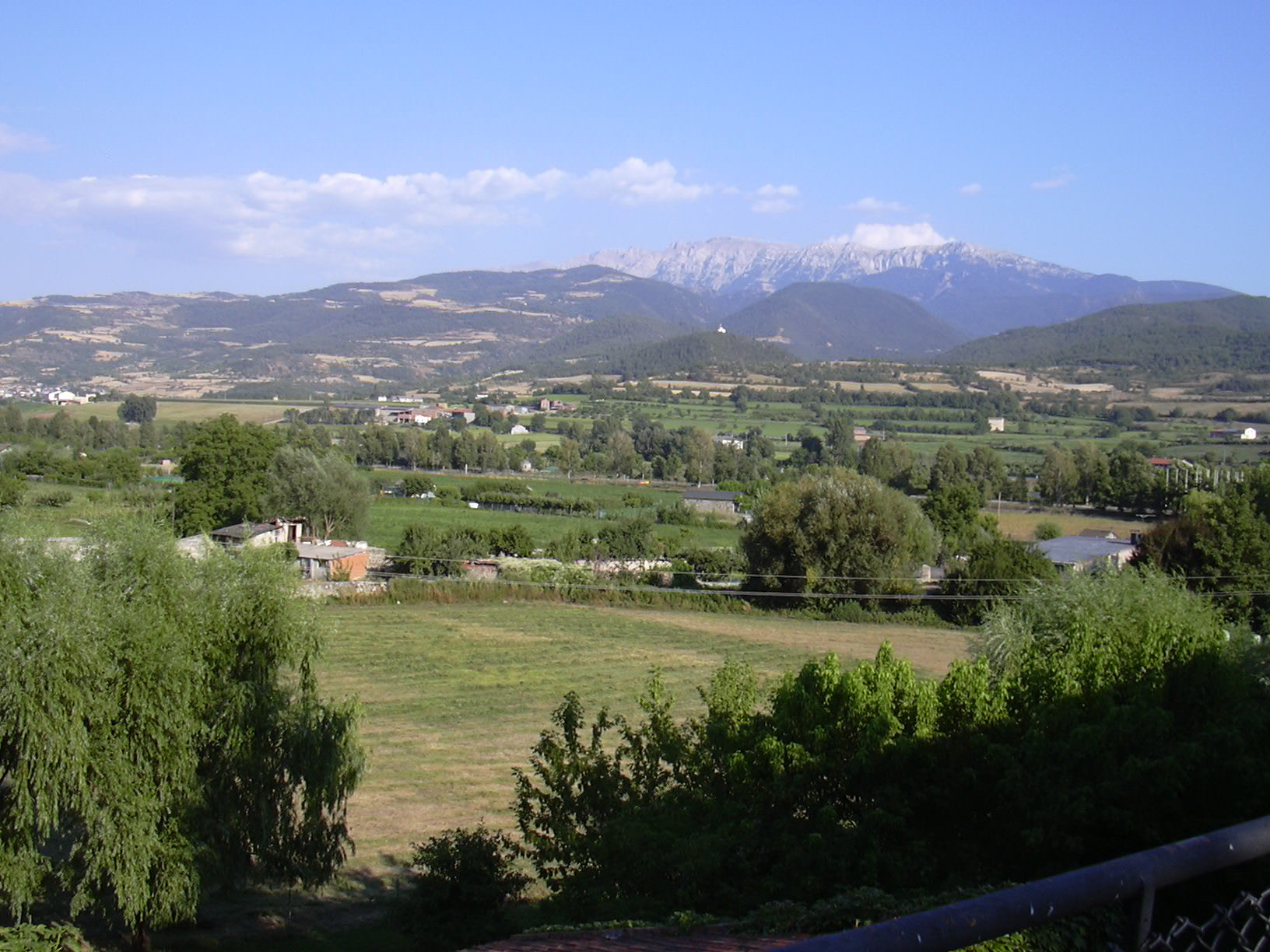
Vista de la plana de la Seu i la Serra del Cadí al fons.

### Relleu i geologia
La ciutat s'estén al centre de la plana o ribera de la Seu, formada pel Segre a la seva confluència amb la Valira. La clotada, on és situat el municipi, és producte de l'enfonsament d'una dovella pirinenca, terraplenada posteriorment per dipòsits lacustres miocènics. La ribera de la Seu és voltada d'altes muntanyes i serralades, la més vistosa de les quals és la serra del Cadí, coronada de roca blanca, important escarpament de falla que limita pel sud la fossa tectònica.
A la plana, arran de la Valira, hi ha un serrat allargassat, paral·lel al riu. La part ponentina del terme és accidentada pels contraforts que davallen del tossal d'Estelareny i del roc de l'Àliga i que atenyen els 817 m al turó del Corb. Per l'esquerra del Segre el territori és força més ample, regat per diverses séquies i canals que prenen les aigües del mateix riu.
La plana a només 691 metres d'altitud contrasta amb els pics, cims i serres del voltant i del conjunt de la comarca:
- Pic de Salòria 2.789 m.
- Monturull 2.761 m.
- Torreta de Cadí 2.562 m.
- Cap del Verd que es troba a l'Alt Urgell i al Solsonès 2.282 m.
- El Coscollet 1.610 m.

### Hidrografia

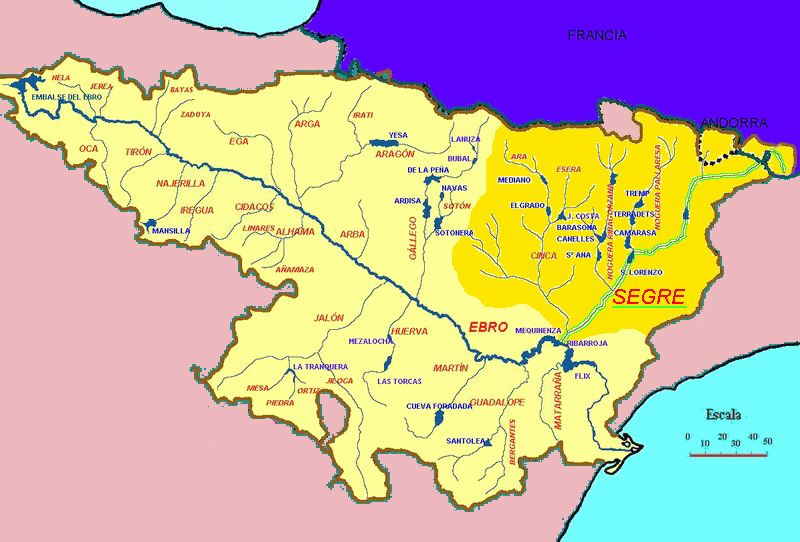
Conca del Segre.

Una de les característiques principals del paisatge de la plana urgellenca és la presència de dos rius que conflueixen: la Valira que ve d'Andorra i el Segre de l'Alta Cerdanya i la Baixa Cerdanya:
- El Segre és un riu de Catalunya, afluent de l'Ebre per l'esquerra. La seva conca comprèn territoris de tres estats: França o Catalunya Nord, Andorra i Espanya. Neix a França, al vessant septentrional del pic del Segre, al circ de la Culassa, a l'Alta Cerdanya, i desemboca, després de recórrer 265 quilòmetres, al riu Ebre, en Aragó, al seu pas per Mequinensa, (Baix Cinca).
- La Valira és un riu andorrà i urgellenc, afluent del Segre per la dreta. Té un recorregut curt de 44 km, neix a Andorra i desemboca al Segre al terme municipal de la Seu d'Urgell.

Al terme de la Seu d'Urgell hi ha diversos recs, entre els quals els més importants i antics són el de l'Olla i Segalers, el del Pla i el del Salit. Altres recs importants són el de Sant Pere, el del Molí (de la Valira) i el de Leucata. La majoria prenen les aigües del Segre.

#### Aiguats del 1982

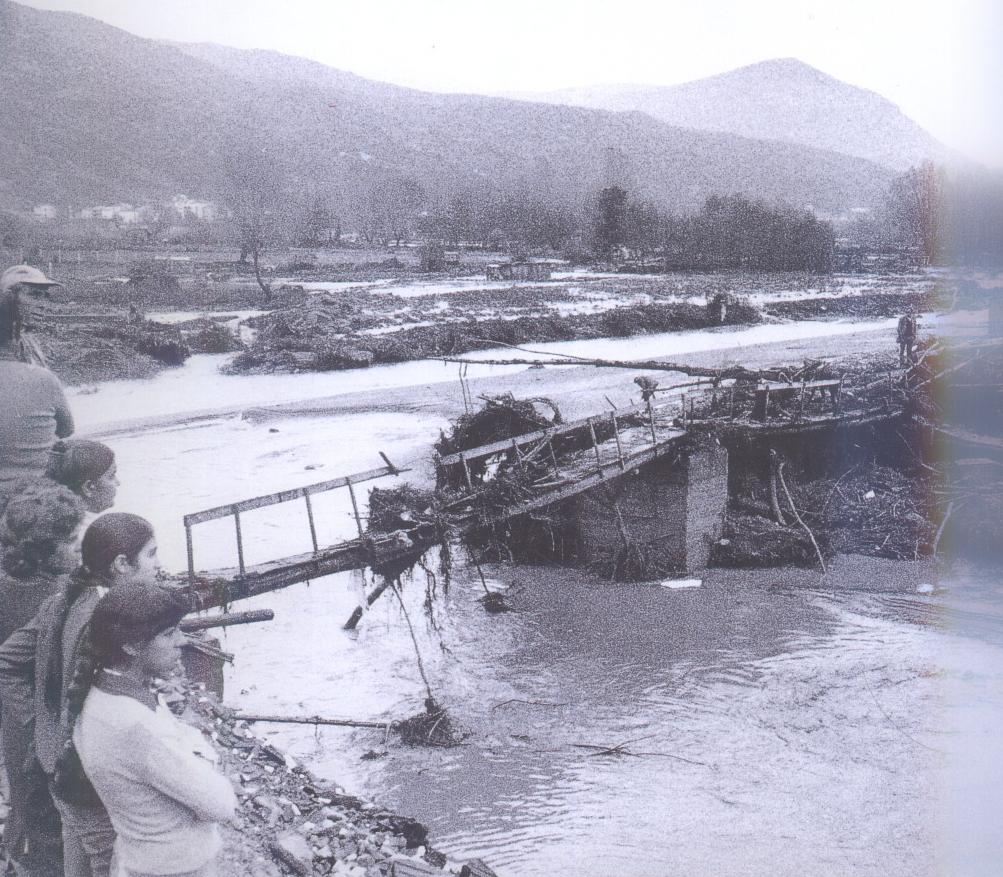
Palanca dels gitanos, la Seu d'Urgell.

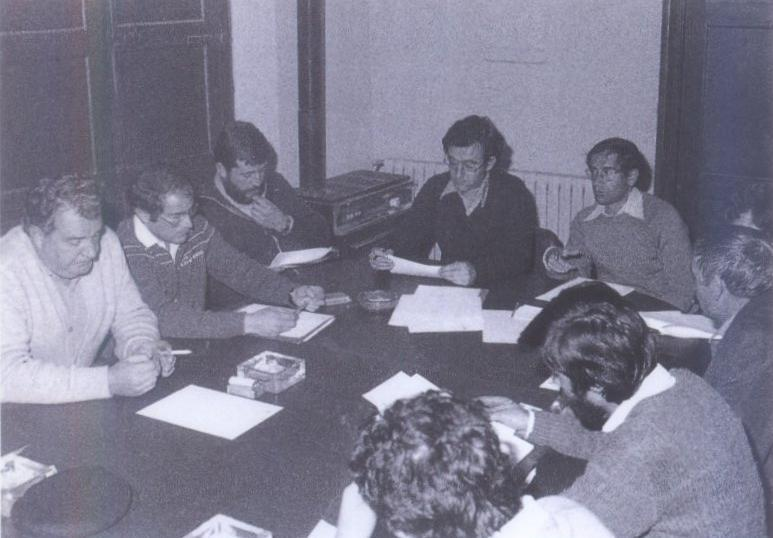
Junta d'Emergència.

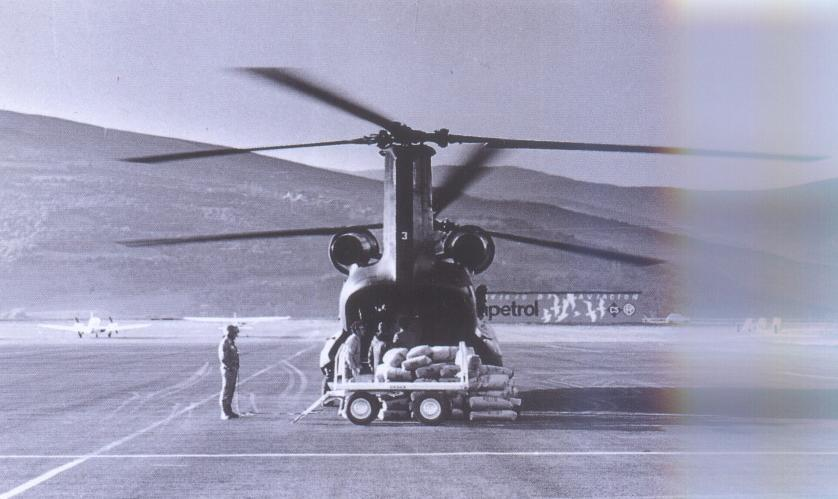
Helicòpter portant farina, aeroport de la Seu.

El 7 de novembre del 1982 es van produir unes importants inundacions que van afectar no només a la Seu d'Urgell, sinó les comarques de l'Alt Urgell i la Cerdanya, com també les comarques de Lleida i el Principat d'Andorra.
Les riuades van deixar 14 víctimes mortals, quaranta pobles aïllats i trenta ponts enfonsats a l'Alt Urgell. A més, van suposar una important crisi econòmica. Es calcula que a la Seu d'Urgell es va estimar els danys en 1.437.300.000 pessetes (8 milions d'euros i 38 milions a la comarca), que va ser declarada zona catastròfica per reial decret.
L'observatori de la Molina va donar xifres de 600 litres per m², a la Seu d'Urgell 102 litres per m². Ni els diaris de Barcelona ni la televisió reflecteix la magnitud de la catàstrofe, bolcats en el seguiment del viatge del Papa Joan Pau II.
A Alp, els aiguats es van endur la carretera de la Molina. A Martinet se n'hi va endur cinc o sis cases. Al Pont de Bar, segurament l'emblema d'aquests aiguats: mig poble va quedar colgat pel despreniment d'una muntanya i l'aigua va destrossar també bastantes cases; va acabar d'emportar-se les restes del pont mil·lenari de Sant Ermengol. Fígols es va quedar sense pont. A la Seu d'Urgell es va endur el pont de la Palanca. El Pont de Bar, gràcies a ajuts de la Generalitat, es va refer el nou poble en un turó de la vora.

### Clima

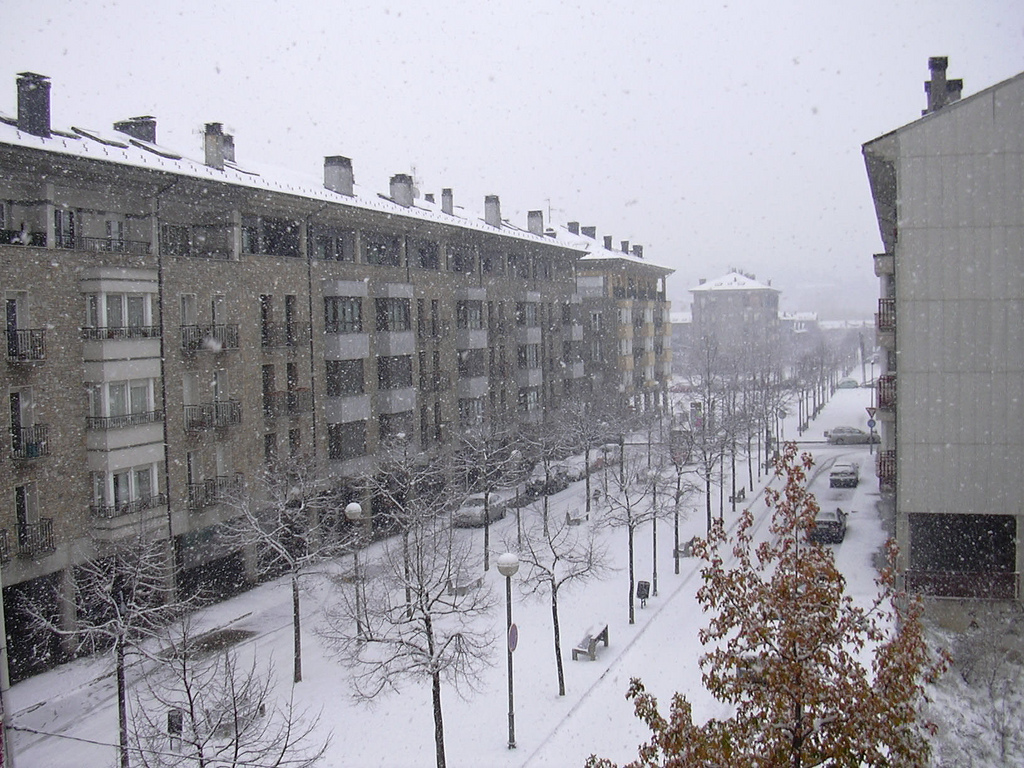
Vista del Passeig de Pasqual Ingla després d'una nevada al novembre de 2008.

El clima de la comarca és del tipus mediterrani, transformat per la muntanya, per això la major part de la població es concentra a les riberes.
Les precipitacions són escasses, al voltant dels 700 mm anuals, bé que augmenten considerablement amb l'altitud. A l'estiu, el màxim de pluges correspon a les muntanyes; el mínim és a l'hivern a tota la comarca d'Alt Urgell. És un clima, per tant, sec i fred a l'hivern, fresc i plujós a la primavera i començament d'estiu, calorós i sec al final d'estiu i començament de tardor, i fresc i humit a la tardor. La vegetació és continental, en gran part submediterrània.

## Política i govern municipal
A les eleccions municipals del 2015 el partit més votat ha estat Convergència i Unió amb el 34,01% dels vots i set regidors. Va ser la segona vegada que CiU guanya a la localitat, ja que anteriorment havia guanyat les eleccions el Partit dels Socialistes de Catalunya. Les eleccions del 2015 han estat marcades per la pèrdua d'un regidor per CiU, el manteniment dels sis regidors del PSC, l'augment de dos regidors per part d'ERC i la primera entrada al consistori de la Seu per part de la Candidatura d'Unitat Popular, així com la pèrdua dels regidors del PPC i d'ICV-EUiA-EPM.
Fins al 2011 i des del 2003 (legislatures 2003-2007 i 2007-2011) el govern municipal ha estat format per una coalició bipartita d'Esquerra Republicana de Catalunya i Convergència i Unió tot i que el Partit dels Socialistes de Catalunya (PSC-PM) havia guanyat en vots les eleccions municipals des del 1983 al 2007, governant el PSC des del 1983 al 2003 amb Joan Ganyet i Solé al capdavant.
La primera legislatura del govern bipartit i del 2007 al 2008 de la segona legislatura va ser alcalde Jordi Ausàs i Coll (ERC) i en la segona legislatura del 2008 al 2011 Albert Batalla i Siscart (CiU). Albert Batalla es va fer càrrec de l'alcaldia un any abans del previst en ser nomenat Jordi Ausàs conseller de Governació de la Generalitat de Catalunya.

### Resultats de les eleccions municipals de 2023 a la Seu d'Urgell
| Candidatura | Candidatura | Cap de llista           | Vots  | Regidors | % vots |
| ----------- | ----------- | ----------------------- | ----- | -------- | ------ |
|             | PSC-CxLS    | Joan Barrera Aranda     | 1.876 | 8        | 42,76  |
|             | JuntsxLaSeu | Jordi Fàbrega Sabaté    | 991   | 4        | 22,58  |
|             | ERC-AM      | Francesc Viaplana       | 664   | 3        | 15,13  |
|             | CUP         | Bernat Lavaquiol Colell | 517   | 2        | 11,78  |
| Total       | Total       | 5.656                   | 5.656 | 17       |        |

| Partits                                                    | 2019            | 2015            | 2011            | 2007            | 2003            | 1999            | 1995             | 1991             | 1987   | 1983    | 1979                          |
| ---------------------------------------------------------- | --------------- | --------------- | --------------- | --------------- | --------------- | --------------- | ---------------- | ---------------- | ------ | ------- | ----------------------------- |
| Partit dels Socialistes de Catalunya - Compromís X La Seu  | 6 (30,63%) 1719 | 6 (27,64%) 1401 | 6 (31,74%) 1530 | 6 (32,81%) 1753 | 7 (38,10%) 2274 | 8 (43,70%) 2357 | 10 (52,09%) 2796 | 10 (52,23%) 2583 | 9 2473 | 10 3201 | 2 (Unió de Centre Democràtic) |
| Convergència i Unió (1979-2015) - Junts per La Seu (2019-) | 5 (26,96%) 1513 | 7 (34,01%) 1724 | 8 (31,71%) 1990 | 5 (27,76%) 1483 | 3 (17,09%) 1020 | 3 (18,15%) 979  | 5 (26,27%) 1410  | 5 (28,47%) 1408  | 6 1549 | 3 921   | 4 1415                        |
| Esquerra Republicana de Catalunya - AM                     | 4 (21,24%) 1192 | 3 (17,24%) 874  | 1 (8,83%) 426   | 4 (22,53%) 1204 | 6 (34,61%) 2066 | 5 (29,50%) 1591 | 1 (8,49%) 456    | 1 (6,77%) 335    |        |         |                               |
| CUP - Crida Constituent                                    | 2 (9,21%) 517   | 1 (8,52%) 432   |                 |                 |                 |                 |                  |                  |        |         |                               |
| Partit Popular Català                                      | 0 (2,98%) 167   | 0 (4,34%) 220   | 1 (7,85%) 379   | 1 (6,63%) 354   | 1 (5,18%) 309   | 1 (7,26%) 392   | 1 (9,48%) 509    | 1 (8,74%) 432    | 2 606  | 3 1003  |                               |
| Ciutadans                                                  | 0 (2,24%) 126   |                 |                 |                 |                 |                 |                  |                  |        |         |                               |
| VOX                                                        | 0 (1,62%) 91    |                 |                 |                 |                 |                 |                  |                  |        |         |                               |
| Entesa per la Seu ICV-EUiA-EPM                             |                 | 0 (4,77%) 242   | 1 (5,51%) 266   | 1 (7,56%) 404   |                 |                 |                  |                  |        |         |                               |
| Info                                                       |                 |                 |                 |                 |                 |                 |                  |                  |        |         |                               |

### Llista d'alcaldes del municipi de la Seu d'Urgell
| Període     | Alcalde o alcaldessa       | Partit polític                 | Data de possessió     | Observacions |
| ----------- | -------------------------- | ------------------------------ | --------------------- | ------------ |
| 1979–1983   | Amadeu Gallart i Sort      | Logotip del PSUC               | 19/04/1979            | --           |
| 1983–1987   | Joan Ganyet                | Logotip del PSC                | 23/05/1983            | --           |
| 1987–1991   | Joan Ganyet                | Logotip del PSC                | 30/06/1987            | --           |
| 1991–1995   | Joan Ganyet                | Logotip del PSC                | 15/06/1991            | --           |
| 1995–1999   | Joan Ganyet                | Logotip del PSC                | 17/06/1995            | --           |
| 1999–2003   | Joan Ganyet                | Logotip del PSC                | 03/07/1999            | --           |
| 2003–2007   | Jordi Ausàs                | Logotip d'ERC                  | 14/06/2003            | --           |
| 2007–2011   | Jordi Ausàs Albert Batalla | Logotip d'ERC · Logotip de CiU | 16/06/2007 04/04/2008 | --           |
| 2011–2015   | Albert Batalla             | Logotip de CiU                 | 11/06/2011            | --           |
| 2015–2019   | Albert Batalla             | Logotip de CiU                 | 13/06/2015            | --           |
| 2019-2023   | Jordi Fàbrega Sabaté       |                                | 15/6/2019             | --           |
| Des de 2023 | Joan Barrera i Aranda      | Logotip del PSC                | 17/6/2023             | --           |

### Resultats de les Eleccions al Parlament de Catalunya de 2024 a la Seu d'Urgell
| Candidatura | Candidatura                          | Cap de llista                  | Vots  | Regidors | % vots |
| ----------- | ------------------------------------ | ------------------------------ | ----- | -------- | ------ |
|             | Partit dels Socialistes de Catalunya | Òscar Ordeig i Molist          | 1199  |          | 26,89  |
|             | Junts per Catalunya                  | Jeannine Abella i Chica        | 1173  |          | 26,31  |
|             | Esquerra Republicana de Catalunya    | Marta Vilalta i Torres         | 751   |          | 16,84  |
|             | Partit Popular Català                | Montserrat Berenguer Messeguer | 367   |          | 8,23   |
|             | Vox                                  | Rafael Villafranca Mercé       | 262   |          | 5,87   |
|             | Aliança Catalana                     | Ramón Abad Gimeno              | 145   |          | 3,25   |
|             | Vots en blanc                        |                                | 95    |          | 2,10   |
|             | Vots nuls                            |                                | 62    |          | 1,10   |
| Total       | Total                                | 4.520                          | 4.520 |          | 50,57  |

## Economia

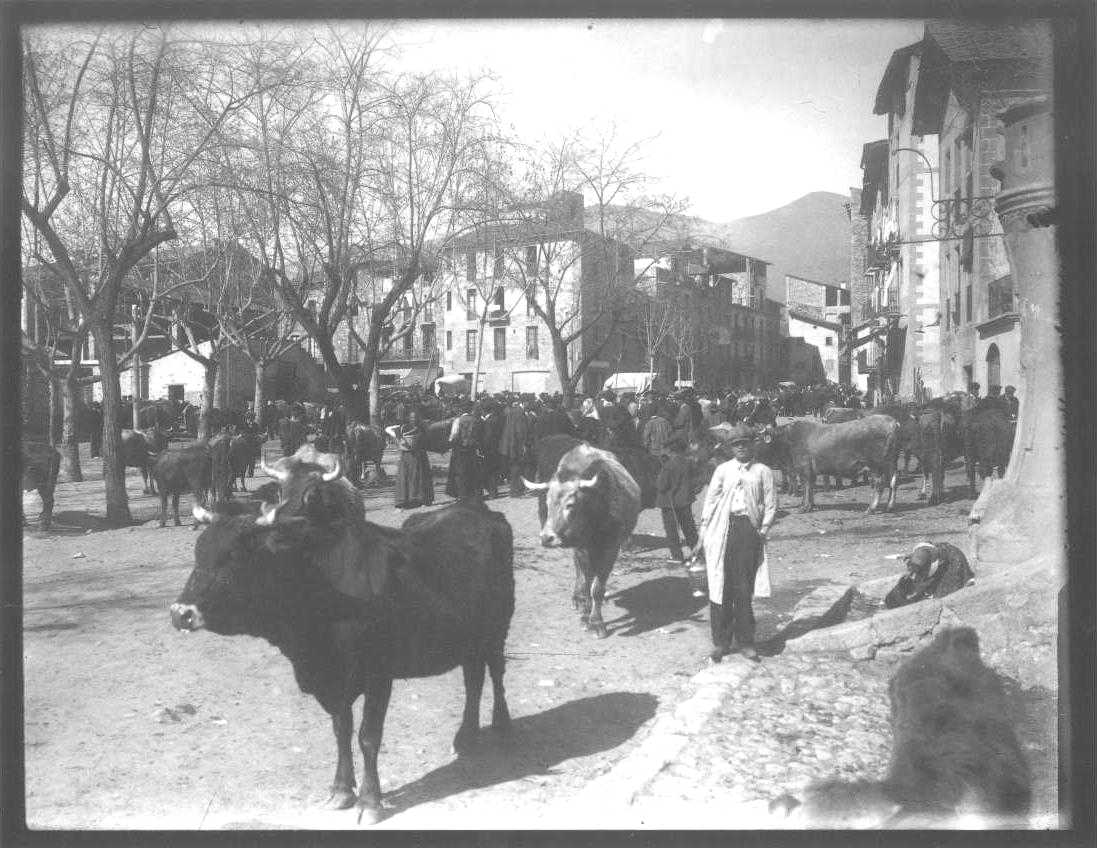
Venda de bestiar a la Fira de Sant Ermengol (1890).

### Agricultura i ramaderia
Tradicionalment la Seu ha estat una regió agrícola de subsistència familiar. Fins al segle xviii els pagesos vivien bastantes penúries però amb la introducció del regadiu, l'economia local canvia força. Pascual Madoz, vers la meitat del segle xix, elogia la fertilitat de la plana de la Seu.
S'hi solia cultivar blat, ordi, civada, panís (blat de moro), i des del segle xvii una àmplia varietat de llegums com les faves i els fesols, de fruita, sobretot de tardor, i, també, alguns productes tèxtils com el cànem. A més d'hortalisses, oli, pastures per al bestiar i vi, que s'exportava a Andorra i d'altres llocs de muntanya.
La ramaderia fou una activitat secundària, si bé a l'edat mitjana el porcí havia estat força nombrós. Tradicionalment predominava el bestiar oví, per la llana, mules per les feins del camp, i bestiar caprí.
La plaga de la fil·loxera (1893) acabà amb la vinya dels Pirineus, entre d'altres, i fou un determinant pel canvi d'economia per la Seu, bona part de l'Urgellet i també dels Pirineus. A la Seu el canvi fou impulsat per Josep Zulueta i Gomis, que transformà les terres de regadiu en prats artificials per al manteniment de vaques lleteres que ell mateix importà de Suïssa. Es creà la Cooperativa Lletera del Cadí.
A la Seu es produeix el Formatge de l'Alt Urgell i la Cerdanya (DOP) i Mantega de l'Alt Urgell i la Cerdanya (DOP), de la Cadí, llet que s'extreu de les vaques d'ambdues comarques. A la Seu també es troba el Consell Regulador de la Vaca bruna dels Pirineus.

### Indústria
La comarca no ha estat un territori caracteritzat per la industrialització, si bé al segle xix hi havia indústria tèxtil, que filava i teixia el lli, la llana i el cànem del país. N'hi havia també de derivada del ferro. Es fabricaven ganivets i tota mena d'estris i ferramenta.
En l'actualitat la indústria més important és la làctia, també és important el sector de la fusta, metall, energia i els materials de construcció. La Cooperativa Lletera del Cadí fou fundada el 1915 per Josep Zulueta. El 1969 tenia uns 1.000 socis, recollia uns 60.000 litres diaris de llet i ocupava més de 100 treballadors. Actualment són uns 375 socis, elabora uns 65 milions de litres de llet anualment, assoleix un volum de negoci anual de 5.500 milions i la indústria dona feina a uns 120 treballadors.
El 1942 es creà la Cooperativa del Camp per ajudar al manteniment i la millora de l'agricultura. El 1972 es fundà, a partir d'una empresa anterior, el Grup Sindical de Colonització, o Lleteries de la Seu, com era coneguda popularment, actualment tancada.

### Comerç i finances
El comerç, donà caràcter a la ciutat ja antigament. De la primera meitat del segle xi data la fira de la Seu, que conegué molts alts i baixos.
Aquesta fira i el mercat setmanal han afavorit els intercanvis entre les terres d'una banda i altra dels Pirineus. Als protocols notarials hom registra diversitat d'operacions de comerç de diverses branques. I al segle xiii ja es creà el servei de la bladeria, amb mesures oficials per la ciutat i comarca per tota mena de cereals. Als porxos del Carrer Major encara es poden veure les antigues mesures per al gra del 1579, que s'usaren fins al segle xix.
L'activitat bancària de la ciutat és força elevada, respecte del nombre d'habitants: hi ha 9 oficines bancàries i 10 oficines de caixes d'estalvis.

### Transport

Carta administrativa i de transports dels Pirineus.

El transport del Pirineu té una dificultat i és la seva geografia: és un massís de roca que divideix netament la península Ibèrica de la resta d'Europa; i cal superar-lo. Tot el transport comercial, public i privat que passa entre Ibèria i el centre d'Europa ha de passar pel Pirineu, si no vol anar en vaixell que moltes vegades és car i poc convenient.

#### Transport viari

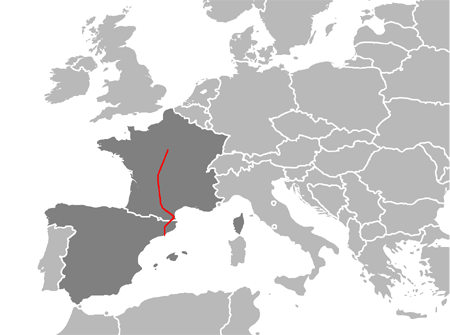
ruta europea E09

L'eix principal de comunicacions ha estat marcat sempre per la vall del Segre, i les carreteres més importants són la de Lleida a Puigcerdà, la carretera d'accés a Andorra des de la Seu i tot un seguit de carreteres intercomarcals i pistes de muntanya. La inexistència de ferrocarril ha estat un fre important en el desenvolupament de l'Alt Urgell, que té a Puigcerdà l'estació més propera. En tota la comarca no hi ha cap autopista. Les carreteres més importants són la C-14 i la N-260, també té molta importància la E-9 o eix del llobregat des que van fer el Túnel del Cadí a la Cerdanya.
- La carretera C-14 o Eix Tarragona-Andorra és una carretera de la Xarxa Bàsica Primària de Catalunya que uneix el Camp de Tarragona amb la Seu d'Urgell. Amb una longitud de 177,4 km, comença a Salou, i finalitza al poble d'Adrall, al municipi alt-urgellenc de Ribera d'Urgellet, on enllaça amb la N-260.
- La carretera N-260 o Eix Pirinenc que enllaça Figueres, Olot, Ripoll, Puigcerdà, la Seu d'Urgell, Sort, la Pobla de Segur i el Pont de Suert, on enllaça amb la N-230, en projecte de desdoblament.
- La ruta europea E09, E9 o E-9, amb un traçat de 967 km, uneix Barcelona amb Orleans (França) passant per Tolosa. A Catalunya, el seu traçat coincideix amb l'Eix del Llobregat (C-16) fins a prop de Bellver de Cerdanya; després coincideix amb la carretera N-260 fins a Puigcerdà i la frontera francesa.

#### Transport ferroviari
A la resta de Pirineus hi ha diferents línies de ferrocarril però no n'hi ha cap que estigui suficientment a prop de la Seu d'Urgell per ser operativament bona. Les dues estacions més properes són les estacions de Puigcerdà, línia de Barcelona-Vic-Puigcerdà i la de Pobla de Segur, línia Lleida - la Pobla de Segur per això s'han fet diferents propostes:
El projecte de la línia ferroviària de Barcelona-Andorra és una antiga reivindicació, de fer arribar el tren a Andorra, tant d'Andorra com d'altres poblacions catalanes afectades com la Seu d'Urgell, Puigcerdà, la zona de la línia Lleida - la Pobla de Segur i actualment s'hi han afegit el Ripollès i Osona.
Hi ha tres propostes: una, allargar la línia Lleida - la Pobla de Segur fins a Andorra, passant per Sort i la Seu d'Urgell però la més defensada per les comarques d'Osona, el Ripollès, la Cerdanya i l'Alt Urgell és la de perllongar la línia de Barcelona-Vic-Puigcerdà fins a la Seu d'Urgell i després fins a Andorra, una variant d'aquesta última és fer una bifurcació a prop de Toses evitant el sinuós pas per la Cerdanya.
Fins i tot el cap de Govern d'Andorra, Albert Pintat, ha transmès a les autoritats espanyoles la petició que arribi l'alta velocitat a la capital alturgellenca, per connectar l'eix pirinenc.

#### Transport aeri

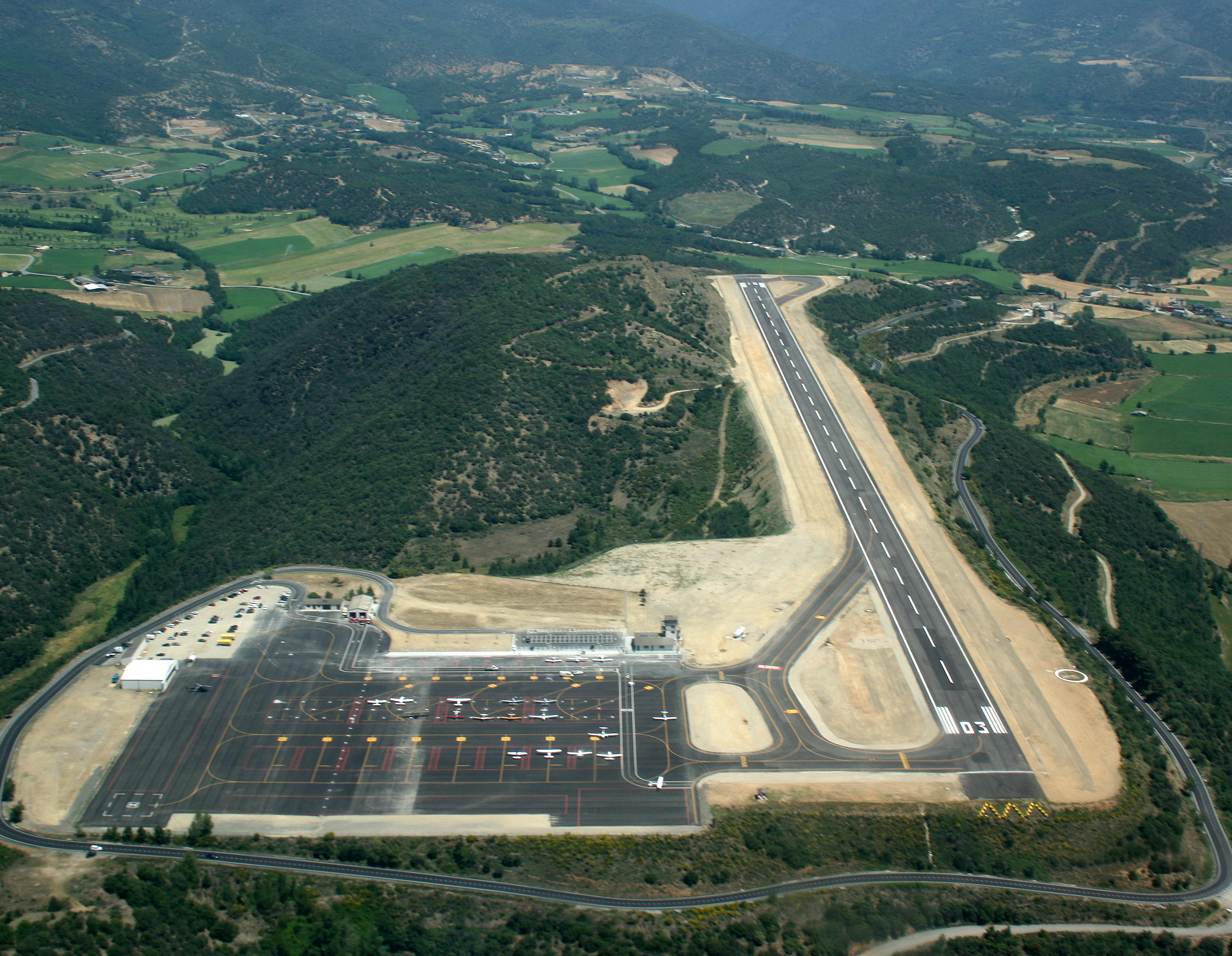
Vista aèria de l'aeroport.

L'Aeroport de la Seu d'Urgell o Aeroport Pirineus - la Seu d'Urgell situat entre Aravell, Adrall i Montferrer a la part baixa del terme municipal de Montferrer i Castellbò, a 5 km de la capital urgellenca. Aquesta instal·lació aeroportuària s'ha reobert el juny del 2010, després que finalitzessin el 1984 els vols comercials. Pel moment només acollirà vols privats i d'emergències i està pendent d'aprovació el Pla Director de l'Aeroport que ha de definir el seu ús comercial.

#### Transport públic
A l'estació d'autobusos de la Seu d'Urgell hi paren diàriament autobusos que fan el recorregut Andorra-Barcelona, Lleida, Tarragona i cada hora hi ha un autobús la Seu d'Urgell-Andorra. A més també hi ha una flota de taxis que fan diversos viatges a Barcelona, entre d'altres.
Des del 24 de novembre de 2008 hi ha una línia d'autobús interurbà, anomenat Seubús, i és la primera línia d'autobús de l'Urgellet (i de l'Alt Pirineu). La línia va d'Alàs a Arfa passant pels barris aïllats de la Seu i algunes parades a l'interior com l'institut, l'Hospital, correus, entre d'altres.

## Demografia
| 1497 f | 1515 f | 1553 f | 1717  | 1787  | 1857  | 1877  | 1887  | 1900  | 1910  |
| ------ | ------ | ------ | ----- | ----- | ----- | ----- | ----- | ----- | ----- |
| 203    | 237    | 248    | 1.531 | 1.917 | 3.792 | 2.769 | 3.545 | 3.520 | 3.853 |

| 1920  | 1930  | 1940  | 1950  | 1960  | 1970  | 1981   | 1990   | 1992   | 1994   |
| ----- | ----- | ----- | ----- | ----- | ----- | ------ | ------ | ------ | ------ |
| 3.636 | 4.584 | 4.564 | 7.062 | 7.773 | 9.404 | 10.681 | 10.468 | 10.348 | 10.348 |

| 1996   | 1998   | 2000   | 2002   | 2004   | 2006   | 2008   | 2010   | 2012   | 2014   |
| ------ | ------ | ------ | ------ | ------ | ------ | ------ | ------ | ------ | ------ |
| 10.711 | 10.661 | 10.943 | 11.434 | 11.921 | 12.533 | 12.986 | 13.060 | 12.529 | 12.366 |

| 2016   | 2018   | 2020   | 2022   | 2024   | 2026 | 2028 | 2030 | 2032 | 2034 |
| ------ | ------ | ------ | ------ | ------ | ---- | ---- | ---- | ---- | ---- |
| 12.185 | 12.041 | 12.206 | 12.261 | 12.831 | -    | -    | -    | -    | -    |

El 1975 incorporà l'antic municipi de Castellciutat.

## Cultura i lleure

### Cultura popular

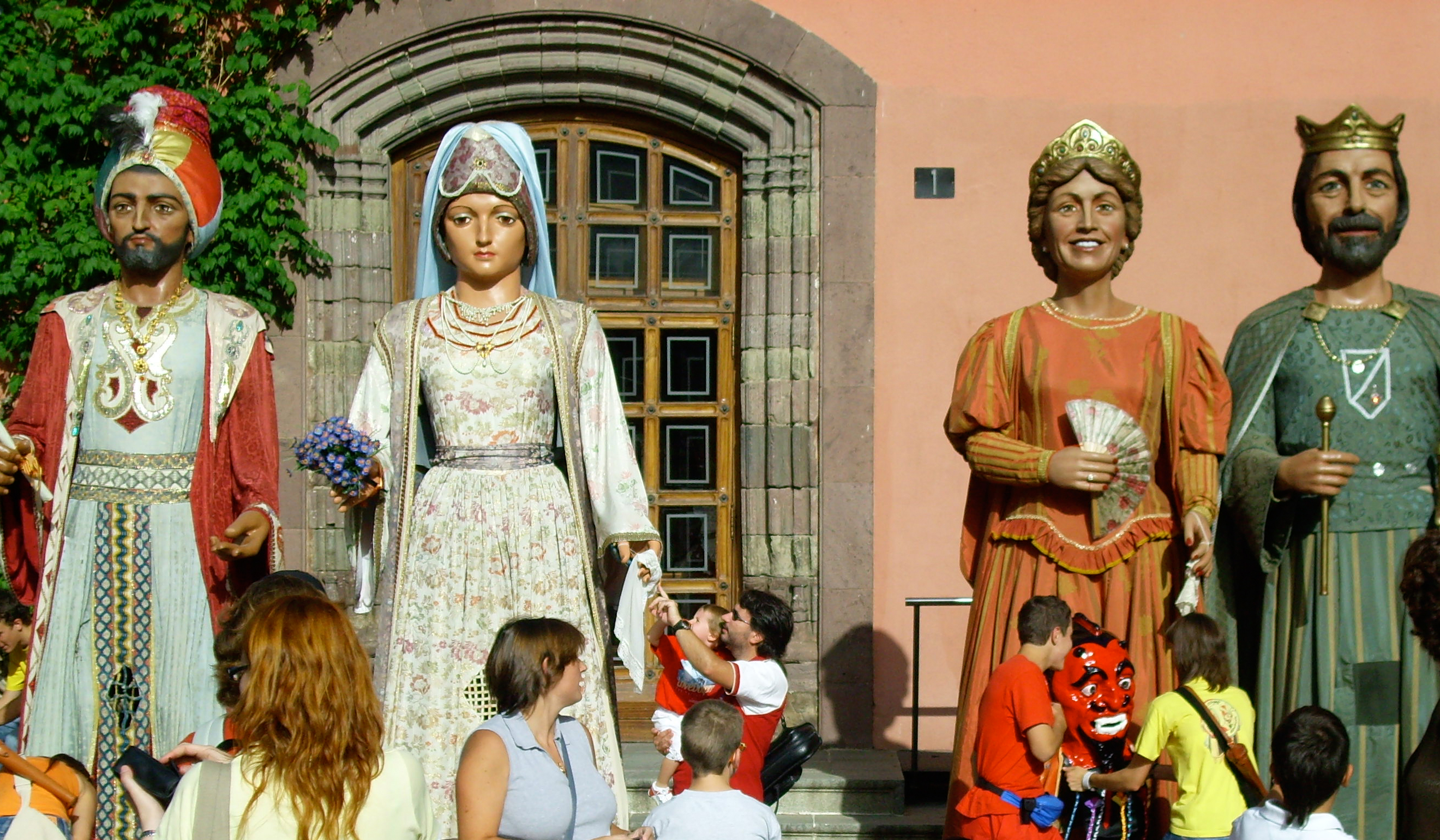
Gegants i capgrossos a la festa major de la Seu d'Urgell

Al llarg de l'any són diverses les manifestacions de caràcter folklòric. Per Nadal hom fa els actes tradicionals com la Missa del Gall, antigament es representava el Cant de la Sibil·la (la versió mallorquina és Patrimoni Immaterial de la Humanitat) és documentat per última vegada el 1548, i el 2011 es va recuperar aquesta tradició amb la versió pròpia de la ciutat que és ja en català i una de les primeres expressions poètiques en aquesta llengua.
Des del 2003, durant les festes de Nadal, té lloc el Món Màgic de les Muntanyes i el Tió de la Freita (Tió de Nadal) n'és un dels protagonistes. El Món Màgic de les Muntanyes és una iniciativa de l'ajuntament per a la promoció turística de la ciutat i de la mitologia dels Pirineus.
El 17 de gener, festivitat de Sant Antoni Abat, es fa la cavalcada dels Tres Tombs i una escudellada popular, la Calderada, al Passeig de Joan Brudieu i es finalitza amb la "Pujada al pal", que consisteix en el fet que els participants arribin dalt de tot d'un pal ensabonat per aconseguir així el gall que hi ha al capdamunt dins un cabàs, com a recompensa. El 20 de gener se celebra la festivitat de Sant Sebastià. Durant la Setmana Santa té lloc la processó del Sant Enterrament, els orígens de la qual es remunten a l'any 1603 amb la fundació de la Confraria de la Preciosíssima Sang i les caramelles.
El dilluns de Pasqua, la gent de la Seu i rodalia celebra la Trobada, aplec que es fa en diversos camps de Bellestar i després la gent es dirigeix a l'ermita de la Mare de Déu de la Trobada (Montferrer i Castellbò).
El 7 de juliol hom celebra la festivitat de Sant Ot, patró de la ciutat. Les representacions del Retaule de Sant Ermengol, a l'agost, es començaren a fer el 1957 i el 1998 van quedar interrompudes a causa de la restauració del claustre; és un espectacle teatral basat en diferents escenes de la vida del sant, amb un text escrit per Esteve Albert i que tenia lloc al claustre de la catedral.
El darrer cap de setmana d'agost, se celebra la festa major, en la qual destaca el ball Cerdà, que és ballat per més de cent parelles (entre petits i grans) el diumenge al matí.
La ciutat compta amb dos parelles de gegants, l'Abd Al-Rahman i la Constança que daten de 1943 i representen a un rei moro i una comtessa de Castellbò i l'Ot i l'Urgell del 2005 que representen un trobador i una dona de la noblesa i que recuperen el nom dels primers gegants que van existir a la Seu.
A l'Arxiu Municipal de la Casa de la Ciutat, al nucli antic, es troba el Llibre verd o Llibre de privilegis de la ciutat d'Urgell del 1470; té la coberta de fusta folrada amb pell, i s'hi esmenten els usos i costums de la ciutat d'aquella època.
Hi ha una dita popular que diu:
A la cadireta de la Seu, qui se n'alça no s'hi asseu.
A la Seu, si no hi pots ficar la cama, fica-hi el peu.
Quan a la Seu repique, senyal de misteri.
Valen més cinc filles cosidores, que un fill canonge.
L'hàbit no fa el monjo, ni camussa, canonge.
O bé monja o bé canonge.

### Fires, mercats i festivals

Festival Internacional de Música Brudieu

Tot i la baixa densitat de població a l'Alt Pirineu, la zona acull el 6,6% de l'activitat firal de Catalunya. A la Seu són nombroses les concentracions firals i de mercats al llarg de l'any:
- El Mercat tradicional té lloc cada dimarts i dissabte al Carrer Major, la Plaça del Mercat, la Plaça de la Catedral i el Carrer dels Canonges.
- La Fira de Sant Ermengol, una de les fires més antigues de Catalunya, i la fira documentada més antiga de la península Ibèrica,[10] té lloc el tercer cap de setmana d'octubre. El nom li dona un dels patrons de la ciutat: Sant Ermengol. Entre altres dins del marc de la Fira de Sant Ermengol també tenen lloc:
  - La Fira de Formatges Artesans del Pirineu.
  - La Fira d'Artesania dels Pirineus.
  - Els Encants dels Canonges.
- La Fira de Primavera se celebra a l'abril i inclou una exposició dels millors exemplars de vaca de raça bruna dels Pirineus de l'Alt Urgell i la Cerdanya.
- La Fira d'Art, el 2007 tingué lloc la primera edició.
- El Mercat Medieval dels Canonges hi ha música al carrer, teatre, circ, falconers i mostres d'oficis antics.
- El Mercat de les oportunitats se celebra dos cops a l'any. La majoria de les botigues de la Seu hi col·laboren amb una paradeta on hi venen els seus productes rebaixats.
- Festival de Música Antiga dels Pirineus.
- Trobada Empresarial al Pirineu.
- Trobada d'Acordionistes del Pirineu: festival de música tradicional més antic de Catalunya i és considerat com el festival d'acordió diatònic més important d'Europa.[43]
- PICURT: mostra de cinema de muntanya dels Pirineus.
- Festival del Joc del Pirineu.

### Llocs d'interès
- Monuments eclesiàstics:

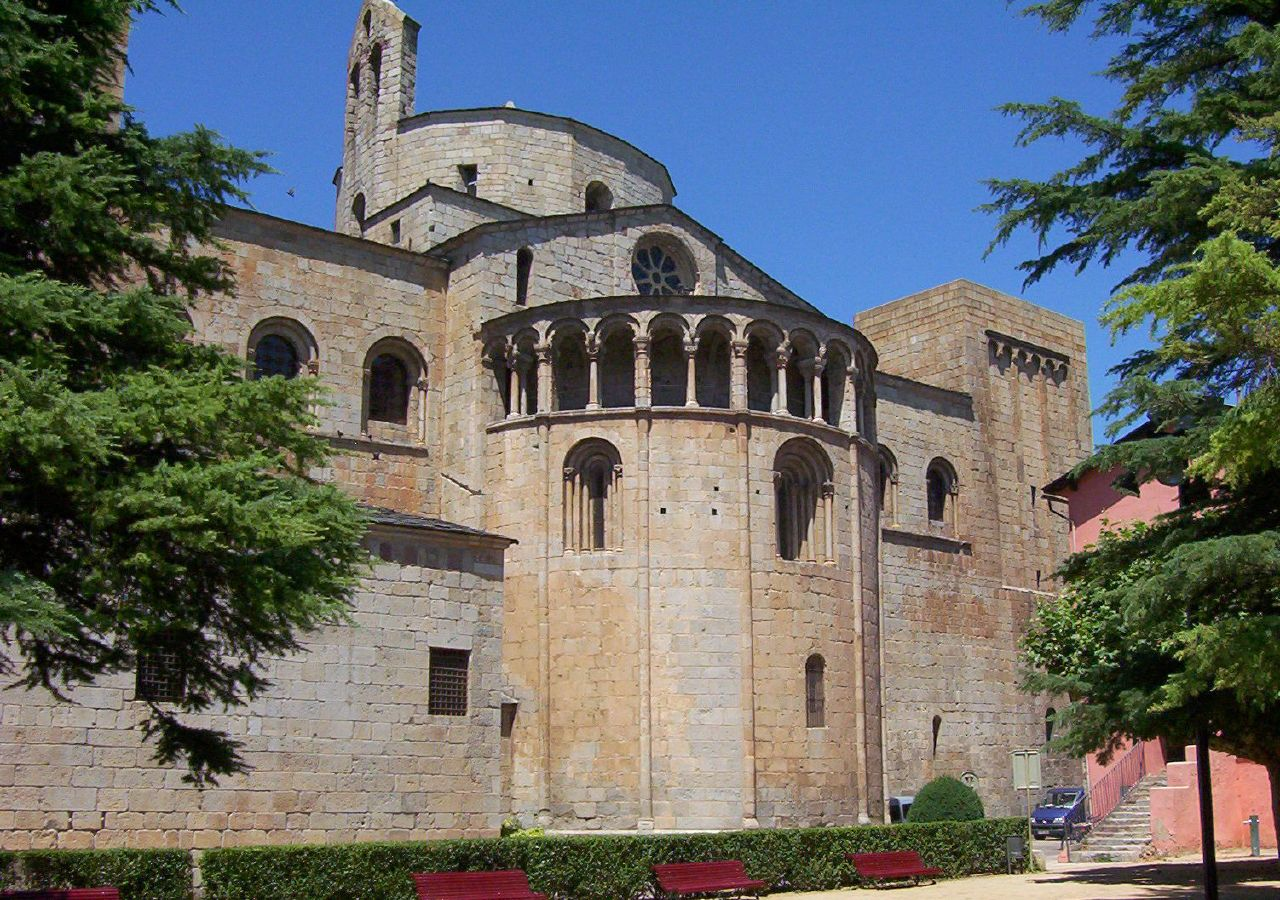
Catedral de la Seu d'Urgell

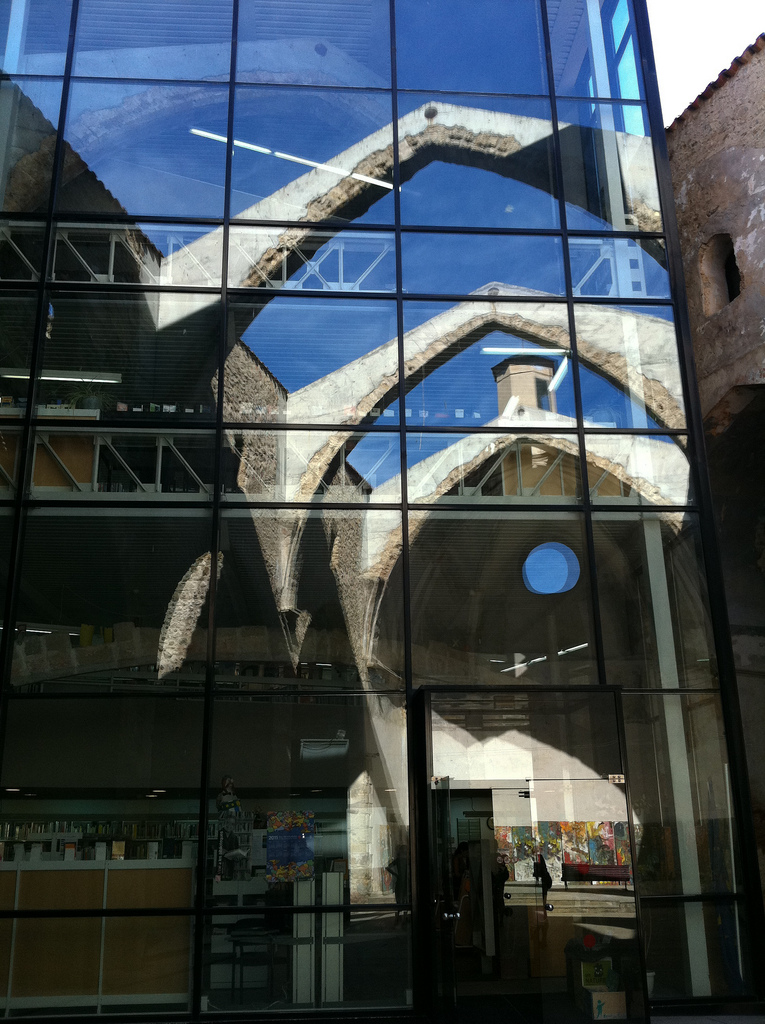
Biblioteca de Sant Agustí.

  - Santa Maria d'Urgell, catedral de la Seu d'Urgell, a la plaça dels Oms.
  - Claustres de la catedral d'Urgell.
  - El Museu Diocesà d'Urgell, edifici annex als claustres. S'hi exposa el Beatus de la Seu d'Urgell.[44]
  - El Palau Episcopal, al pati de Palau.
  - La Biblioteca de Sant Agustí, actual biblioteca municipal on hi havia l'antic convent de Sant Agustí.
  - L'Església de Sant Miquel junt al claustre de Santa Maria d'Urgell, és l'únic edifici que queda del complex catedralici que construí Sant Ermengol que data de l'any 1035.
  - L'església de Santa Immaculada i futura sala de conferències.
  - Antiga església de Sant Domènec edifici de característiques plenament gòtiques. Avui en dia sala de conferències i exposicions i Parador Nacional de la Seu d'Urgell.
  - L'església de Santa Magdalena, l'església més important des del punt de vista social.
  - Sagrada Família d'Urgell, també anomenat les Punxes, convent que gestiona la Fundació Sant Hospital, hospital d'iniciativa privada però que forma part de la xarxa pública.
  - Seminari conciliar de la Seu d'Urgell. A la zona nord de la ciutat, envoltat d'un ampli pati trobem aquest edifici, presidit per una monumental façana de característiques neoromàniques. Fou construït l'any 1860 per Romà Samsó.

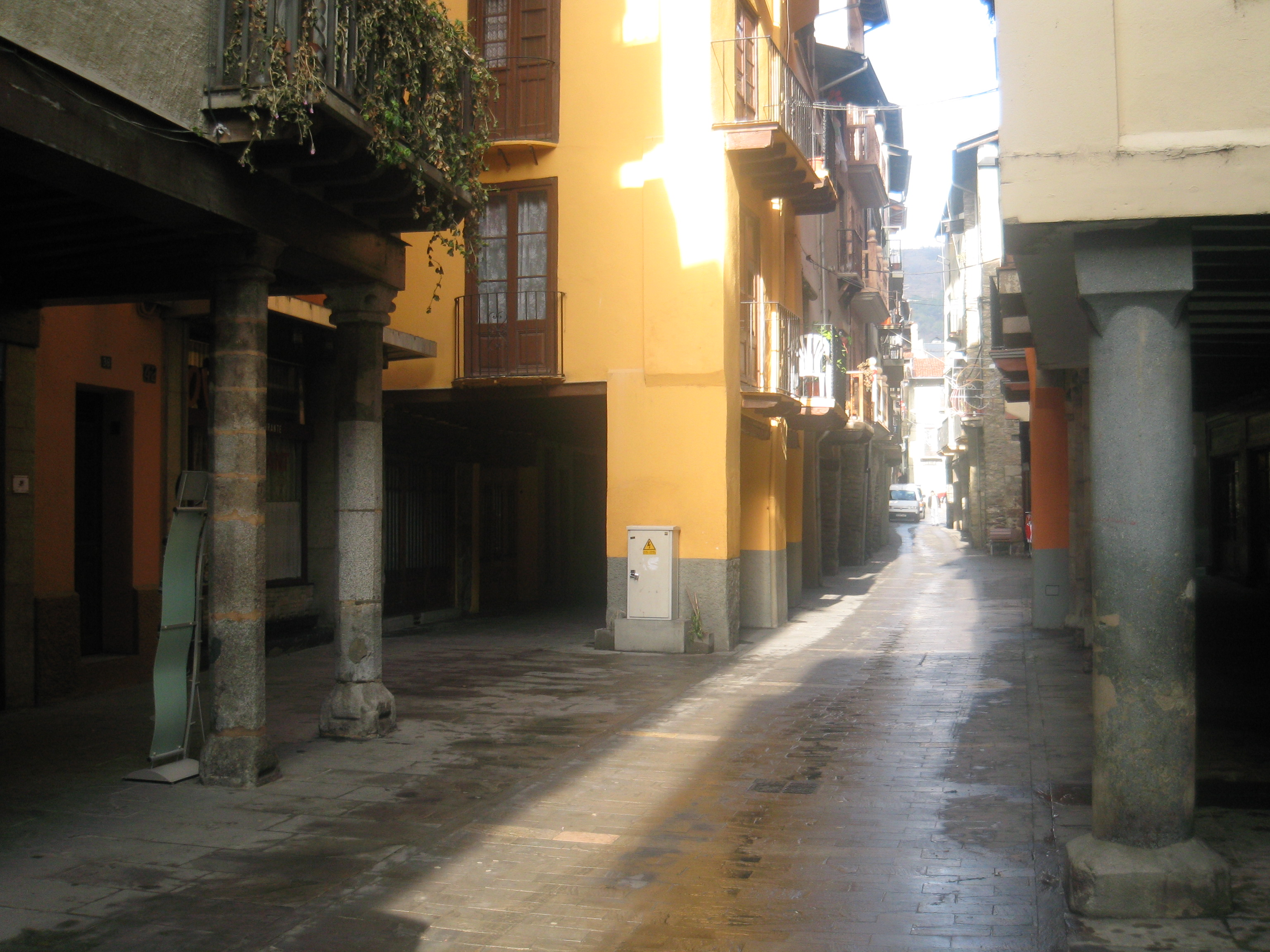
Carrer dels Canonges.

- Nucli antic, on destaquen el carrer dels Canonges, el més antic, i el Carrer Major, ambdós d'alt valor arquitectònic, a més del pati de Palau i la plaça dels Oms on hi ha la Casa de la Ciutat. El Passeig de Joan Brudieu, al centre de la Seu, és un dels carrers més importants i és la divisòria del centre històric i l'eixample.
- El poble de Castellciutat: a més del centre del poble, destaca la Torre de Solsona, el Castell de Ciutat i la Ciutadella.
- Centres educatius i/o culturals:
  - Centre cultural "Les Monges", hi ha les escoles municipals de dansa, música i d'art plàstiques a més de la guarderia municipal, el Centre Associat de la Universitat Nacional d'Educació a Distància (UNED), l'Escola Oficial d'Idiomes i l'antiga església de Santa Immaculada.
  - Arxiu Comarcal de l'Alt Urgell, inaugurat l'any 2010.
  - Espai Ermengol, obert al públic des de 2011.
  - Institut Joan Brudieu: Institut d'estudis secundaris, batxillerat, i seu de la universitat d'estiu organitzada per la Universitat de Lleida.
  - Punt de suport de la Universitat Oberta de Catalunya (UOC) al Consell Comarcal de l'Alt Urgell, al Passeig de Joan Brudieu.
  - Escoles: Escola Albert Vives, Escola Castellciutat, Escola Pau Claris, Escola Valira i col·legi la Salle la Seu d'Urgell.

### Esports
La Seu d'Urgell va ser subseu de piragüisme als Jocs Olímpics d'Estiu de 1992 que van tenir lloc a Barcelona. L'any 2010 l'ajuntament de Barcelona va donar a conèixer la presentació de la Candidatura Barcelona-Pirineu 2022 per a uns Jocs Olímpics d'Hivern el 2022 i les autoritats locals van expressar la seva voluntat per ser subseu olímpica de nou i participen en el consell territorial de la candidatura.
Actualment la ciutat té la certificació de Destinació de Turisme Esportiu de l'Agència Catalana de Turisme en les modalitats de BTT, futbol, piragüisme en aigües braves i esports col·lectius.

#### Piragüisme
Les competicions, els entrenaments i l'oci relacionat amb el piragüisme té lloc al Parc Olímpic del Segre construït per a les olimpíades del 1992. D'ençà s'han organitzat el campionat Mundial de Piragüisme en Eslàlom de 1999, el campionat Mundial de Piragüisme en Eslàlom de 2009 i la Copa Pirineus.
Els canoers locals del club Cadí Canoë-Kayak destacats són Jordi Domenjó, medalla de bronze al Campionat del món del 2010, Pere Guerrero, 28è a les olimpíades, i Carles Juanmartí, medalla de bronze als campionats del món disputats a la Seu al 2009, 19è i 11è a les olimpíades del 2000 i del 2004 a Sydney i Athina.

#### Esquí

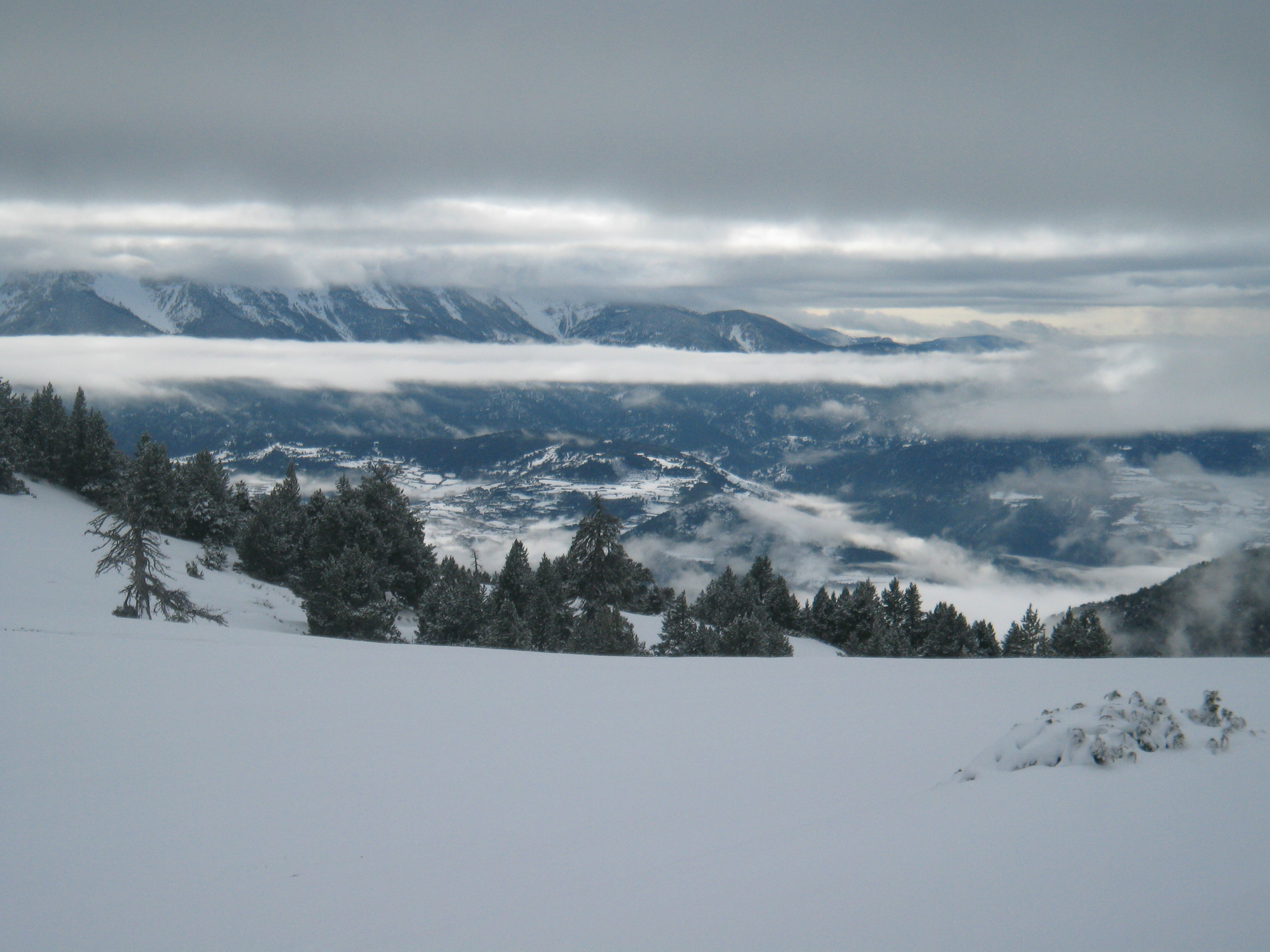
Panoràmica de l'Alt Urgell i la Cerdanya, des de les proximitats al Mirador.

La Seu d'Urgell juntament amb els municipis de Josa i Tuixén, Lles de Cerdanya i Montferrer i Castellbò van crear l'any 1985 la Mancomunitat per la promoció de l'Esquí Nòrdic. La finalitat de la Mancomunitat és promocionar les estacions d'esquí nòrdic propietat dels municipis que la integren i dotar les seves instal·lacions de les infraestructures necessàries i dels mitjans suficients per al desenvolupament de la pràctica de l'esquí nòrdic. El 27 de febrer de 2008 es va arribar un acord per incorporar totes les estacions d'esquí nòrdic de Catalunya i actualment està format per set estacions.
La ciutat és seu del Club d'esquí de fons Urgellet i Cerdanya (CEFUC), club que fundà un grup de pares l'any 1975. Fins fa poc va ésser un dels pocs clubs a Espanya dedicat només a l'esquí de fons. D'aquest club han sortit bona part dels corredors i tècnics que han destacat tant a nivell català com espanyol i, fins i tot, molts d'ells han format i formen part de l'equip de la Real Federación Española de Deportes de Invierno, essent Olímpics diverses vegades.
Prop de la Seu d'Urgell hi ha quatre estacions d'esquí de fons de la Mancomunitat de Municipis per la Promoció de l'Esquí Nòrdic:
- Estació d'esquí de fons de Sant Joan de l'Erm al municipi de Montferrer i Castellbò. Al juny per Sant Joan la gent de la comarca es troba a Sant Joan de l'Erm Nou per celebrar la festivitat dinant a la muntanya. A més cada any hi té lloc la cursa Patufet.
- Estació de Tuixent - la Vansa a la vall de la Vansa. Se celebra la Marxa de l'Arp als volts del mes de febrer.
- Estació de Lles a Lles de Cerdanya. A Lles s'inicia la Marxa Pirineu que té lloc cada any a principis d'any i finalitza la marxa a l'estació d'Aransa.
- Estació d'Aransa a Aransa (Lles de Cerdanya).

#### Parcs
Parcs urbans:

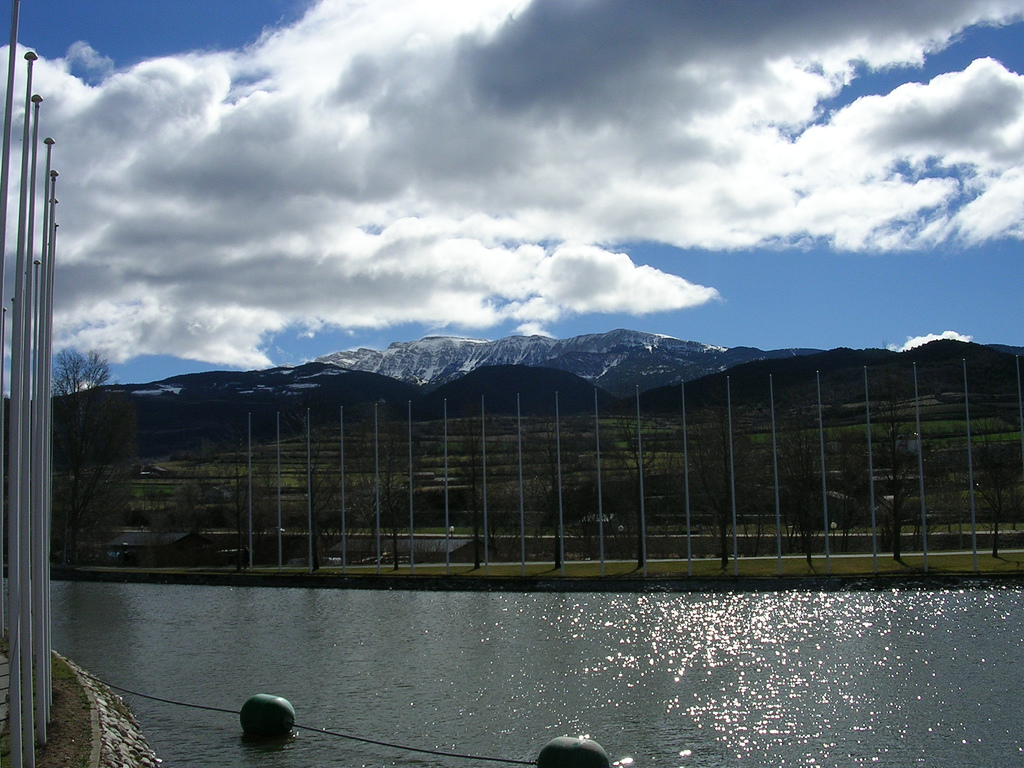
El canal gran del Parc del Segre.

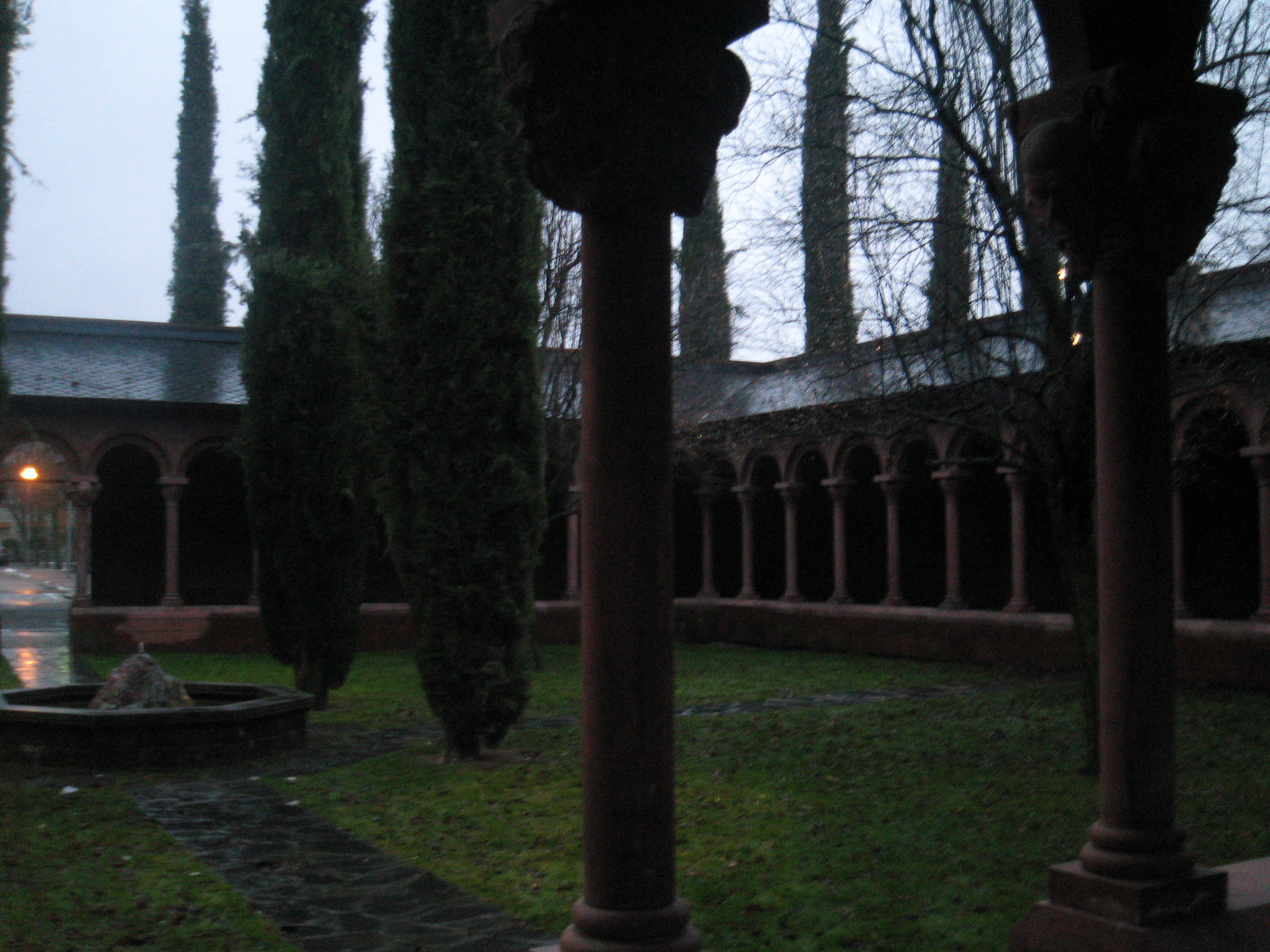
Claustres de Lluís Racionero.

- Parc del Segre o Parc Olímpic del Segre fou construït pels Jocs Olímpics de Barcelona 92 per acollir el piragüisme en la disciplina d'eslàlom i que va convertir la ciutat en subseu olímpica. Està situat vora el riu Segre mitjançant un canal artificial paral·lel de 800 metres i que aquest es bifurca en dos canals d'aigües braves d'un total de 500 metres de llarg. El desnivell d'aquests canals d'aigües braves és de 6,5 metres amb un cabal de fins a 15 m3. El Parc del Segre disposa d'una mini central hidroelèctrica reversible, que per una banda, produeix electricitat, i per l'altra, en èpoques de sequera garanteix el suficient cabal d'aigua per la seva utilització. També té un sistema de remuntadors mecànics que t'estalvia de baixar de l'embarcació i pujar de nou a peu. Actualment, a més a més, de celebrar diverses competicions d'eslàlom, s'explota per al turisme de la zona amb diverses activitats d'aventura com el ràfting, l'hidrotrineu, bicicleta tot terreny o btt, nòrdic walking i d'altres.
- Parc de la Valira a tocar de la Valira, riu que separa la ciutat de la Seu del poble de Castellciutat que forma part del mateix municipi. Dins del parc s'hi pot trobar el Claustre Modern de la Seu d'Urgell obra de l'escultor nat a la Seu, Lluís Racionero. Als capitells apareixen personatges contemporanis com Mussolini, Marilyn Monroe, Schuster, Hitler...)

Parcs naturals:
- Parc Natural de l'Alt Pirineu creat el 2003 entre les comarques del Pallars Sobirà i l'Alt Urgell és el més gran de Catalunya amb una extensió que supera les seixanta mil hectàrees.
- Parc Natural del Cadí-Moixeró comprèn el conjunt de serres prepirinenques del Cadí, Moixeró, el massís del Pedraforca i gran part de la Tosa d'Alp i el Puigllançada. Té una superfície de 41.342 ha i està situat en límit de les comarques del Berguedà, l'Alt Urgell i la Baixa Cerdanya. Les seves altituds se situen entre els 900 m a les valls i els 2.648,6 m[54] del cim més alt, el Vulturó. Les serres del Cadí i del Moixeró unides en el port de Tancalaporta formen una barrera d'impressionant alçada que separa la vall del Segre de la capçalera del riu Llobregat.

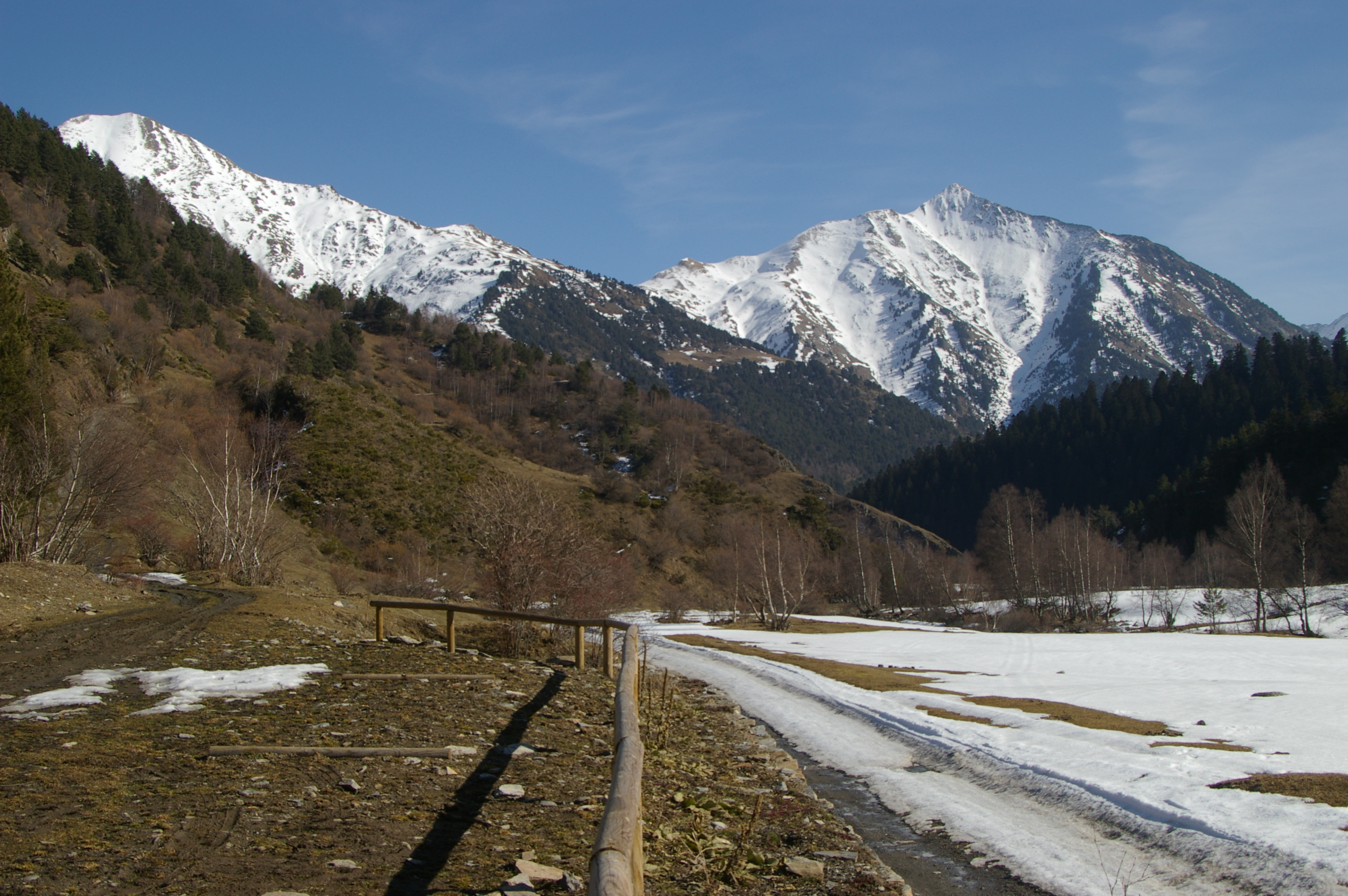
Parc Natural de l'Alt Pirineu

## Urgellencs il·lustres
- Enric de Cardona i Enríquez (1485-1530), bisbe de Barcelona.
- Llorenç Tomàs i Costa (1660-1737), canceller de Catalunya.
- Salvador Fidalgo (1756-1803), oficial naval.
- Ferran Zulueta i Giberga (1889-1961), agricultor i polític.
- Ramon Malla Call (1922-2014), bisbe emèrit de Lleida.
- Maria Dolors Maestre i Pal (1929-2010), filantropa.
- Ricard Fornesa i Ribó (1931-2014), expresident de la Caixa i president de Criteria CaixaCorp.
- Lluís Racionero i Grau (1940), escriptor.
- Eugeni Bregolat Obiols (1943), ambaixador d'Espanya a la Xina.
- José Antich (1955), ex-director de la Vanguardia.
- Albert Villaró i Boix (1964), escriptor. Premi Josep Pla 2014.
- Mònica López i Moyano (1975), física i presentadora del temps de TV3 i TVE.
- Jordi Pascuet i Mas (1979), pilot de trial.
- Roger Casamajor (1976), actor guanyador d'un premi Gaudí.
- Ricard Font i Hereu, advocat
- Pere Vesa Fillart (1852-1915), orientalista i catedràtic.